# Расфельд (замок)
Расфельд (нем. Schloss Raesfeld) — ренессансный каменный замок. Расположен в одноимённой общине, в административном округе Мюнстер, в районе Брокен Северный Рейн-Вестфалия, примерно в 40 километрах к северу от центра Дуйсбурга, Германия. Изначально комплекс, обнесённый рвом c водой, был центром дворянской усадьбы. История современного комплекса восходит к началу XII века. В конце XVI века замок перешёл от владельцев имения фон Расфельд в собственность семьи фон Фелен. В середине XVII века граф Александр II фон Фелен реконструировал строение, превратив его в роскошный дворцово-замковый комплекс в стиле Ренессанс. В первой половине XVIII века род фон Велен цу Расфельд пресёкся. Их родовой замок перестал использоваться как жилая резиденция и постепенно пришёл в упадок. В начале XIX века часть комплекса была снесена, а основное здание использовалось как административный центр крупного сельскохозяйственного поместья. Так продолжалось в течение столетия. После завершения Второй мировой войны ремесленная палата Северного Рейна-Вестфалии приняла на себя права нового собственника. Комплекс был полностью отреставрирован. Из четырёх бывших крыльев главного замка до наших дней сохранились западное крыло с эффектной ступенчатой башней и старое здание на севере с перестроенной круглой башней. Рвы отделяют основной замок (обербург) от внешнего замка (форбурга) и территории с замковой часовней. Расположенный рядом зоопарк (Тиргартен) — один из немногих сохранившихся со времен эпохи Возрождения. Примечательна экспозиция по истории природы и культуры в современном информационно-туристическом центре Tiergarten Schloss Raesfeld. Тиргартен является частью Европейской сети садово-паркового наследия. По своему типу Расфельд относится к замкам на воде.

## История

### Ранний период. Укреплённая усадьба

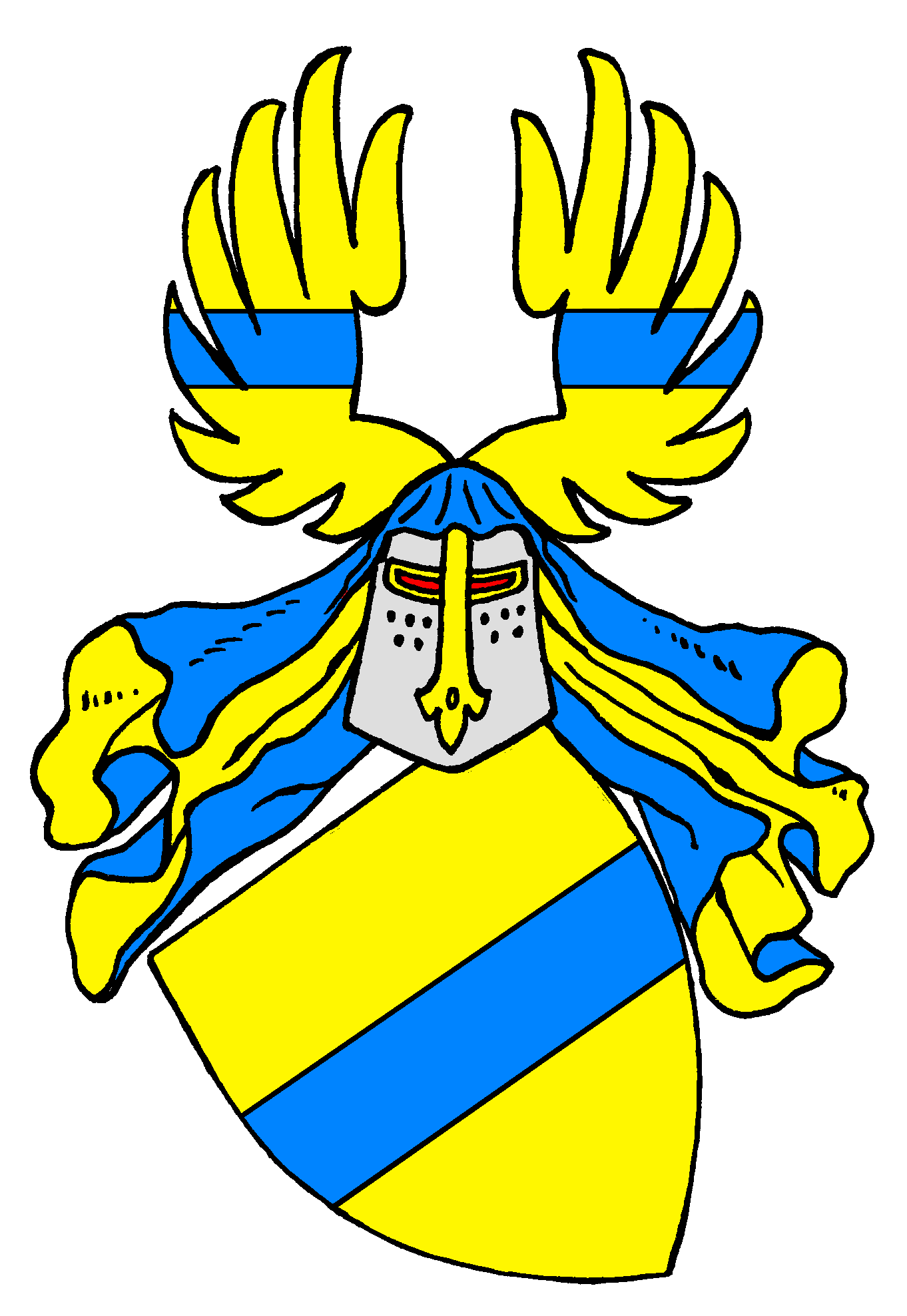
Родовой герб семьи Расфельд (дворянский род)

Предшественником нынешнего комплекса, вероятно, был не сохранившийся замок типа Мотт и бейли. Он находился недалеко от источника Иссель, примерно в трёх километрах к северу от нынешнего замка. Раскопки 1950–1960-х годов и дендрохронологические исследования показали, что около 1117 года на месте равнинного поселения IX или X века был построен деревянный замок на холме, окружённый  рвом. Вероятно, это поселение Хротхусфельд (расчищенное поле), впервые упомянутое в 889 году в налоговом регистре монастыря Верден, к которому восходит название Расфельд.
Между 1168 и 1174 годами владельцем поместья значился рыцарь Рабодо фон дем Берге. Он происходил из влиятельной дворянского рода, происходившего из местности Монтферланд в герцогстве Гелдерн. Вероятно, семья стала владеть поместьем Расфельд благодаря браку отца Рабодо с дочерью главы семейства фон Гемен. Вероятно, первой укреплённой усадьбой в данной местности был не сохранившийся деревянный замок Кретье. Скорее всего, во второй половине XII века рядом возвели первую церковь, посвященную святому Мартину. Постепенно вокруг неё выросла деревня Расфельд.
Следующим владельцем замка стал рыцарь Генрих фон дем Берге. Он впервые упоминается в документах в 1245 году. В 1259 году его сын Адам фон дем Берге продал замок (известный как Рабодингхоф), вместе с прилегающими территориями и правами покровительства деревенской церкви своему дальнему родственнику — Симону фон Гемену. Причём, вероятно, тот уже управлял замком ранее. Рыцари из рода Гемен впоследствии именовали себя фон Расфельд, став основателями нового рода. Деревянный замок вскоре сгорел. Его не стали восстанавливать. По приказу Симона фон Расфедьда началось строительство первого каменного замка на месте нынешнего комплекса.

### Рыцари Расфельда. Возвышение рода

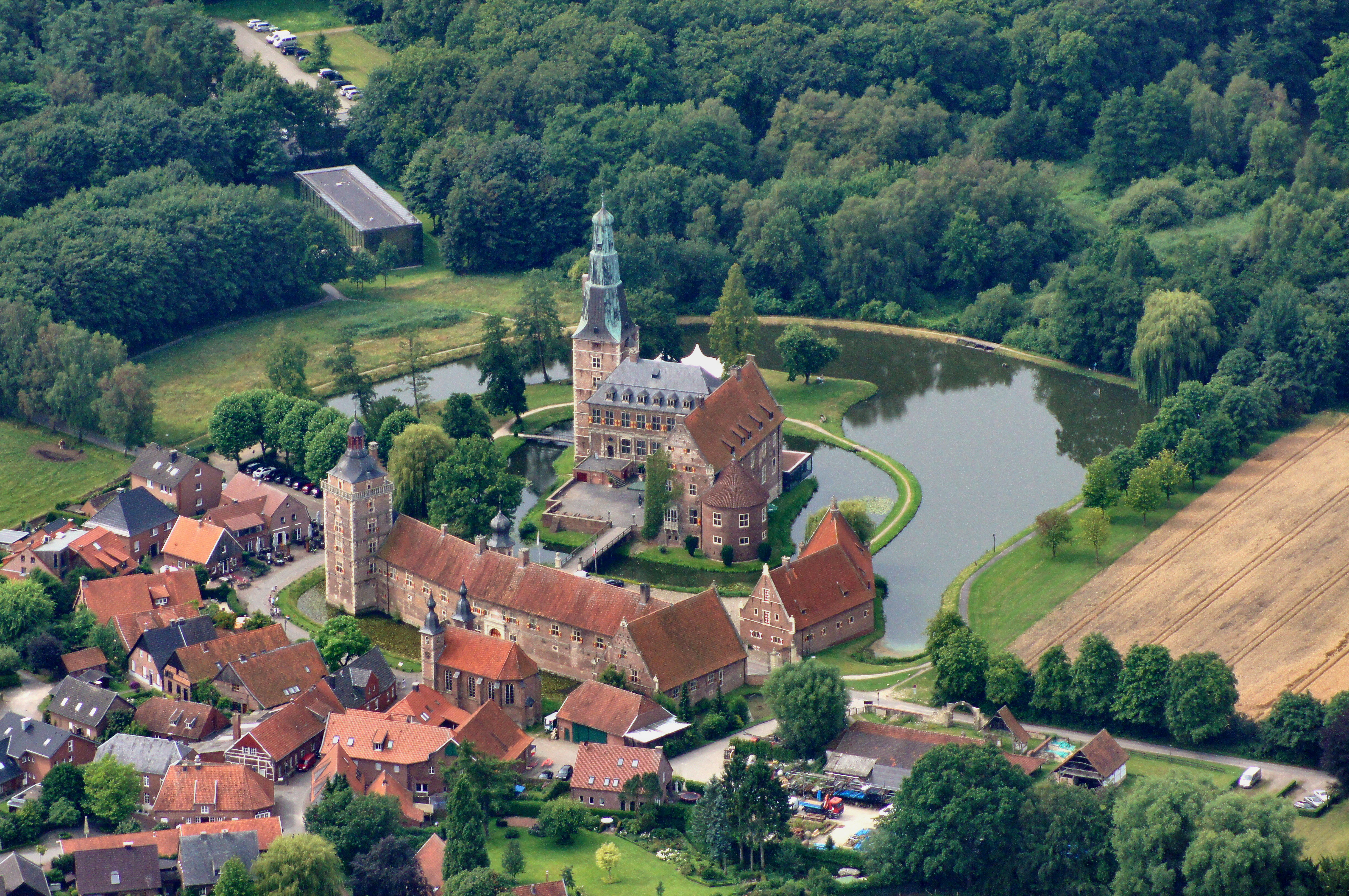
Вид замка с высоты птичьего полёта

Потомки Симона фон Расфельда оставались владельцами замка около 300 лет. Сначала поместье перешло во владение его сына Матиаса фон Расфельда (около 1245 – † около 1318), а затем внука Иоганна I фон Расфельда (около 1282 – † около 1356). Последний в 1336 году был приглашён в Совет сословий князем-епископом Мюнстера Людвигом II Гессенским. Иоганн I принёс присягу на верность князю епископу.
В XIV веке в результате распада графства Хамаланд влияние на западе Мюнстерланда приобрело герцогство Клев. Благодаря особенностям феодальной системы герцогства замок Расфельд стал открытой резиденцией для правителей Клева.
Биттер I фон Расфельд (около 1325 – † между 1403 и 1410), старший сын Иоганна I, прославился как смелый воин. В союзе со своим шурином Генрихом III фон Гемен, а также братьями Иоганном и Госвином фон Лембеками (владельцами замка Лембек) он в 1374 году разбил войско графов фон Веннемар, владевшего областью Хайден. После этой победы южная часть графства Веннемар перешла во владение семьи фон Расфельд.
В 1388 году Биттер I, его сын Иоганн II и отряд из 25 воинов из гарнизона Расфельд пришли на помощь имперскому городу Дортмунду. Город осадили войска архиепископа Кёльна Фридриха III Саарвердена и графа Энгельберта III Маркского. Горожане были готовы заплатить за помощь в снятии осады внушительную сумму. Во время одной из стычек отряд фон Расфельда захватил в плен осаждавшего Дортмунд рыцаря из рода фон дер Хорст. Но затем тот был отпущен в обмен на выкуп. В августе 1389 года отец и сын фон Расфельд разграбили поселения в области Фест-Рекклингхаузен, расположенное в Кёльнском курфюршестве. В итоге в конце 1389 года осада Дортмунда была снята. По итогам конфликта горожане заплатили Биттеру I оговорённую сумму.
На военные доходы и награбленное добро семья фон Расфельд провела серьёзную реконструкцию родового замка. Фактически был возведён новый комплекс на фундаменте старого. В начале XV века в собственность семьи фон Раесфельд помимо замка и прилегающего поместья входили имения Эмпте близ Дюльмена-Кирхшпиля, Остендорф близ Хальтерна -Липпрамсдорфа и Хаус Хамерен близ Биллербека.

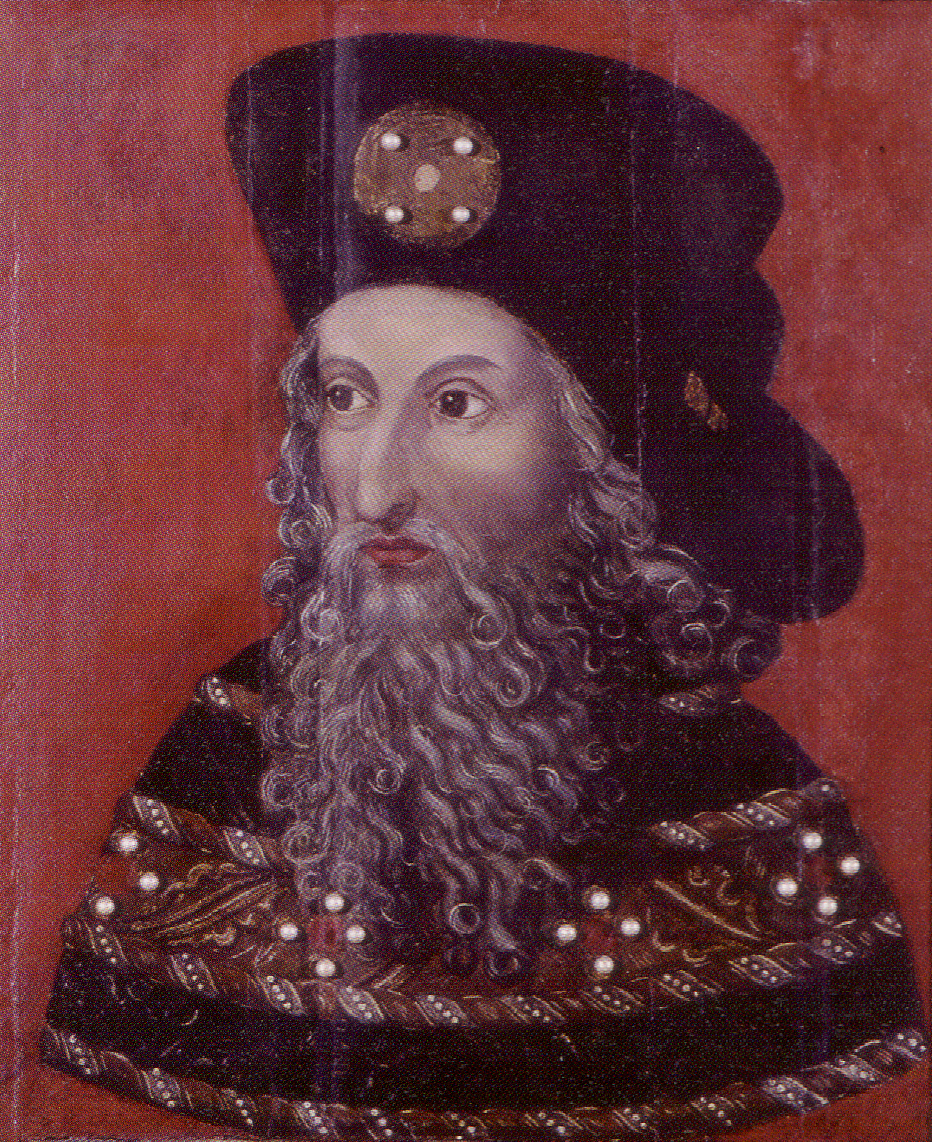
император Священной Римской империи [[Сигизмунд (император Священной Римской империи)
|Сигизмунд]]

Иоганн II фон Расфельд (около 1375 – † после 1443) стал новым владельцем замка после смерти своего отца. Он стал известен как барон-разбойник. Рассерженный князь-епископ Мюнстера Оттон IV фон Хоя открыто называл Иоганна II преступником. Другой современник писал в 1408 году: «Человек по имени Иоганн фон Расфельд грабит на улицах и отбирает у торговцев много товаров: одежду, деньги и сумки, и увозит всё это к себе домой». С другой стороны, император Священной Римской империи Сигизмунд с большим уважением относился к Иоганну II. За свою вассальную преданность во время Гуситской войны 1420-1421 годов владелец замка Расфельд получил от импертора право чеканить монеты. Однако из-за отсутствия оборудования, нехватки мастеров и драгоценных металлов Иоганн II не сумел воспользоваться этой привилегией.
В 1427 году Иоганн II заключил соглашение с Адольфом IV Клевским, который получил титул герцога. По договору владелец Расфельда получал права фогта и право сохранять все доходы от своих феодальных владений в течение 12 лет, а взамен должен был помогать герцогу Клевскому в его Междоусобицах с архиепископом Кёльна. Кроме того, Иоганн II также получил дополнительные средства на укрепление родового замка Расфельд. Работы по усилению фортификационных сооружений завершились в 1440 году.
После 1446 года владельцем замка стал Биттер II фон Расфельд (около 1410 – † между 1489-1490). В 1490 году лендлордом оказался его сын Иоганн III фон Раесфельда (около 1450 – † 1500). В 1487 году он женился на Фредерике фон Рееде († 1536), которая взяла на себя управление замком после смерти супруга. На смертном одре Иоганн III завещал права собственности старшему сыну, Биттеру III. Но тот неожиданно отказался от наследства в пользу своего младшего брата Иоганна IV.

### Наследственный спор. Смена собственников

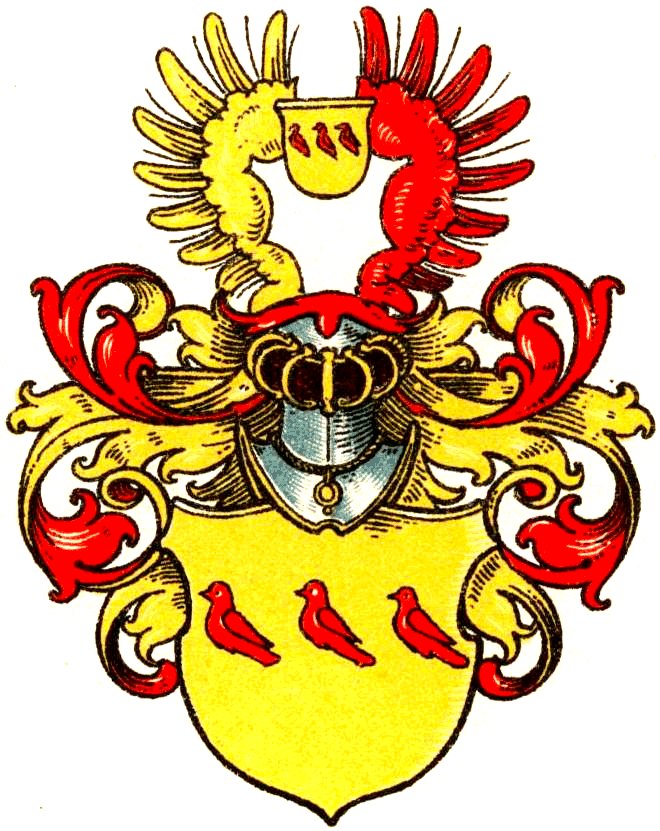
Родовой герб семьи Фелен (дворянский род)

С 1523 года Иоганн IV фон Расфельд (1492–1551) стал единоличным владельцем замка. Летом 1532 года его назначили главнокомандующим кавалерии императорской армии. Вместе со всем войском он отправился к Вене, чтобы защитить город во время войны с Османской империей. В 1535 году Иоганн IV поддержал князя-епископа Мюнстера Франца фон Вальдека во время мятежа горожан.  Владелец Расфельда в качестве командующего полевыми войсками организовал успешную осаду и добился капитуляции бунтовщиков. Таким образом была ликвидирована анабаптистская Мюнстерская коммуна. В награду Иоанн IV получил право построить мельницу в своём имении, 13 тысяч золотых гульденов и поместье Дрост в Ахаусе в качестве феода. Его третья жена, Ирмгард фон Бойнебург, в ноябре 1550 года родила мальчика, таким образом подарив наконец Иоанну IV наследника мужского пола. Летом 1551 года Иоанн IV умер «скорой смертью», когда на него упал тяжёлый железный прут.
В 1558 году овдовевшая Ирмгард фон Бойнебург вышла замуж за Госвина фон Расфельда (1494–1580), дальнего родственника своего покойного мужа. Ирмгард отправилась с юным Иоганном V к Госвину в его родовой замок Твикель, расположенный близ Делдена. Там, в Твенте Госвин занимал престижную должность Дротcа. Иоганн V начал посещать латинскую школу в Девентере. 9-летнего мальчика ожидало блестящее будущее. Однако в 1559 году он неожиданно заболел и умер. Госвин опасался, что комплекс Расфельд и связанные с ним владения и права могут быть утрачены в пользу родственников Иоганна V из семей фон Фелен и фон Хайдена. Поэтому отчим умершего мальчика быстро отправил верных людей, чтобы те взяли под контроль замок. Таким образом он рассчитывал оставить наследство себе. Но родня не смирилась и в итоге началась судебная тяжба. От имени семей фон Фелен и фон Хайден, которые действительно имели права на собственность, оставшуюся после смерти Иоганна V, князь-епископ Мюнстера Бернхард фон Расфельд возбудил в Имперском камеральном суде в Шпайере дело против самоуправства Госвина (который приходился ему дальним родственником). Разбирательства затянулись на долгие годы. За это время скончался Госвин. Ирмгард единолично стала править замком и поместьями. Однако в 1585 году судьи вынесли решение о передаче замка Расфельд представителям семьи фон Фелен. На этом спор о наследстве завершился.Таким образом, вдове дважды пришлось покинуть вместе с детьми от второго супруга резиденцию своего первого мужа.

### Лорды фон Фелен. Новые владельцы и новый замок

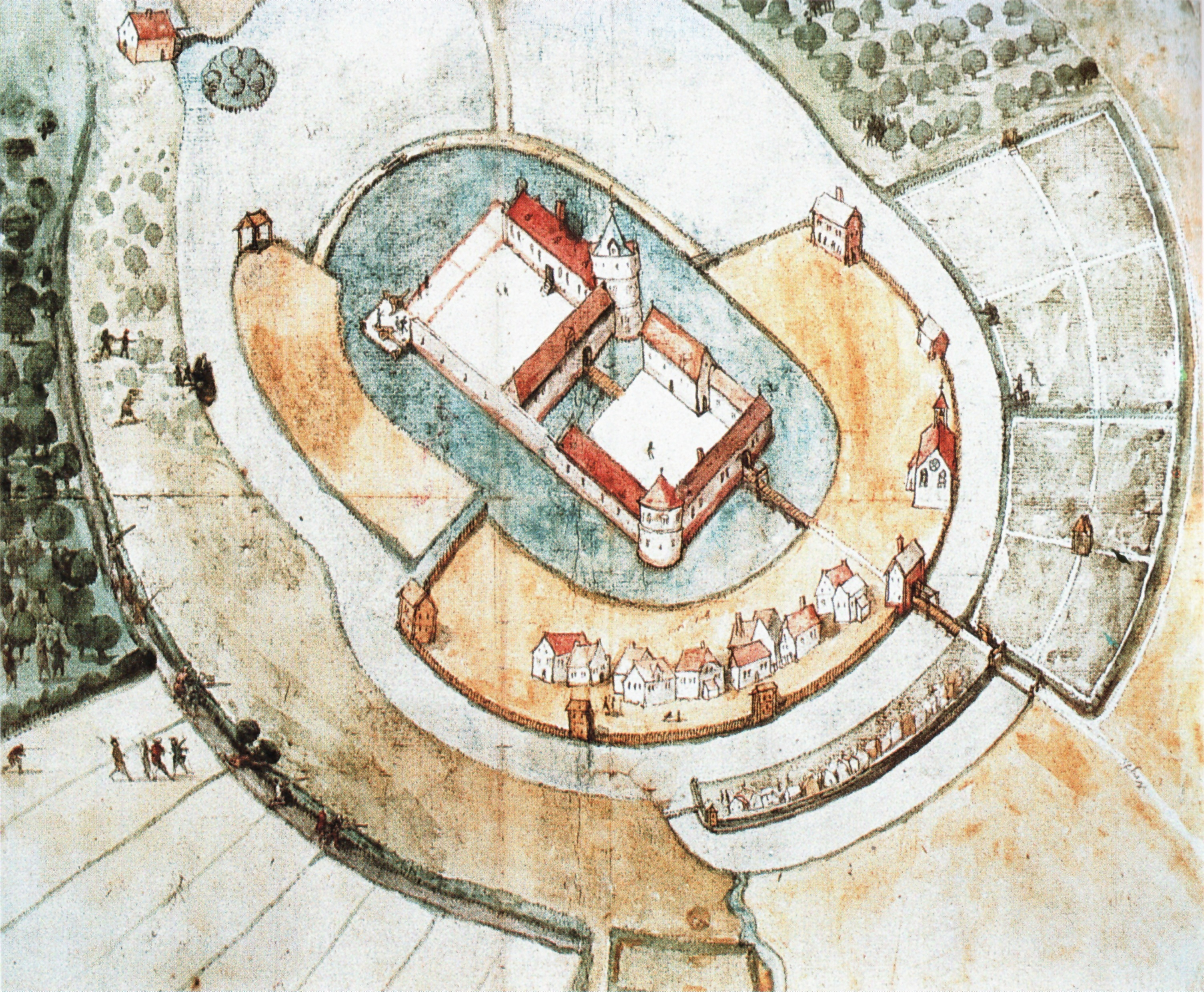
Вид на замок Расфельд с юго-восточной стороны до пожара. Рисунок Германа Ринга, около 1590 года

Герман VIII фон Фелен цу Фелен († 1521) был женат на Маргарете фон Расфельд цу Расфельд, сестре Иоганна IV Расфельда. Сын Германа и Маргареты, Герман IX фон Фелен цу Фелен (1516–1584) стал губернатором и дорстом в Эмсланде, Райне и Бевергерн. Он много лет находился на службе князя-епископа в должности гофмаршала. Сыновья Германа IX согласно решению имперского суда являлись полноправными собственниками замка Расфельд.
В ходе восьмидесятилетней войны в 1589 году было принято решение о реконструкции замка Расфельд. Он находился на границе с землями, где продолжался кровавый конфликт. Поэтому следовало усилить его функции как важной крепости. Однако это решение очень не понравилось командующим испанской армии. Они заподозрили, что владельцы Расфельда, имевшие тесные связи с голландскими протестантами, могут выступить на стороне мятежных провинций. В итоге испанцы в 1590 году взяли замок под контроль и помешали его расширению.
В 1595 году Александр I Феленский (1556–1630) получил в наследство имущество своего отца Германа IX, скончавшегося в 1584 году. Вопрос с наследованием затянулся из-за спора с братьями. Александр I ранее воевал против турок, находясь на службе Венгерского и Богемского королевств. Правда, особой ратной славы не снискал. В году, когда Александр I находился при императорском дворе в Вене в качестве дипломатического представителя князя-епископа Мюнстера, сгорела крыша замка Расфельд. По этому случаю Александр I приказал перестроить прежний двухэтажный усадебный дом. Работы проводились в 1604–1606 годах. У владельца замка имелись серьёзные доходы за счёт солеварни Готтесгабе близ Райне, которой он владел. Кроме того, ему удалось получить заём в размере 5000 рейхсталеров от ландтага Мюнстерской епархии и от государственного совета. Таким образом можно было серьёзно вложится в строительные работы.
В 1612 году в кулуарах коронационных торжеств императора Матвея Александр I получил звание полковника, назначенного личным представителем Его Величества, а также был посвящён в имперские рыцари. В 1613 году пришлось проводить срочный ремонт в замке, так как сильный шторм серьёзно повредил комплекс. Через два года владелец замка благодаря дипломатическому искусству смог предотвратить действия испанских наёмников под командованием дона Лойса де Веласко. Испанцы вновь захватили замок в 1615 году и грозились разрушить его.
В 1619 году после начала Тридцатилетняя война Александру I было поручено общее командование всеми мюнстерскими войсками. Боевые действия дошли до Расфельда в 1622 году, когда гессенские отряды под руководством графа Эрнста фон Мансфельда подступили к стенам замка. Защищать крепость оказалось некому. Гессенцы захватили и разграбили комплекс поздней осенью 1622-го. Правда, вскоре началось постепенное восстановление резиденции. В 1628 году император Фердинанд II пожаловал владельцу Расфельда титул Фрайгерра
(имперского барона). Два года спустя, 8 августа 1630 года, Александр I Феленский скончался.

### Расцвет. Строительство дворцово-замкового комплекса

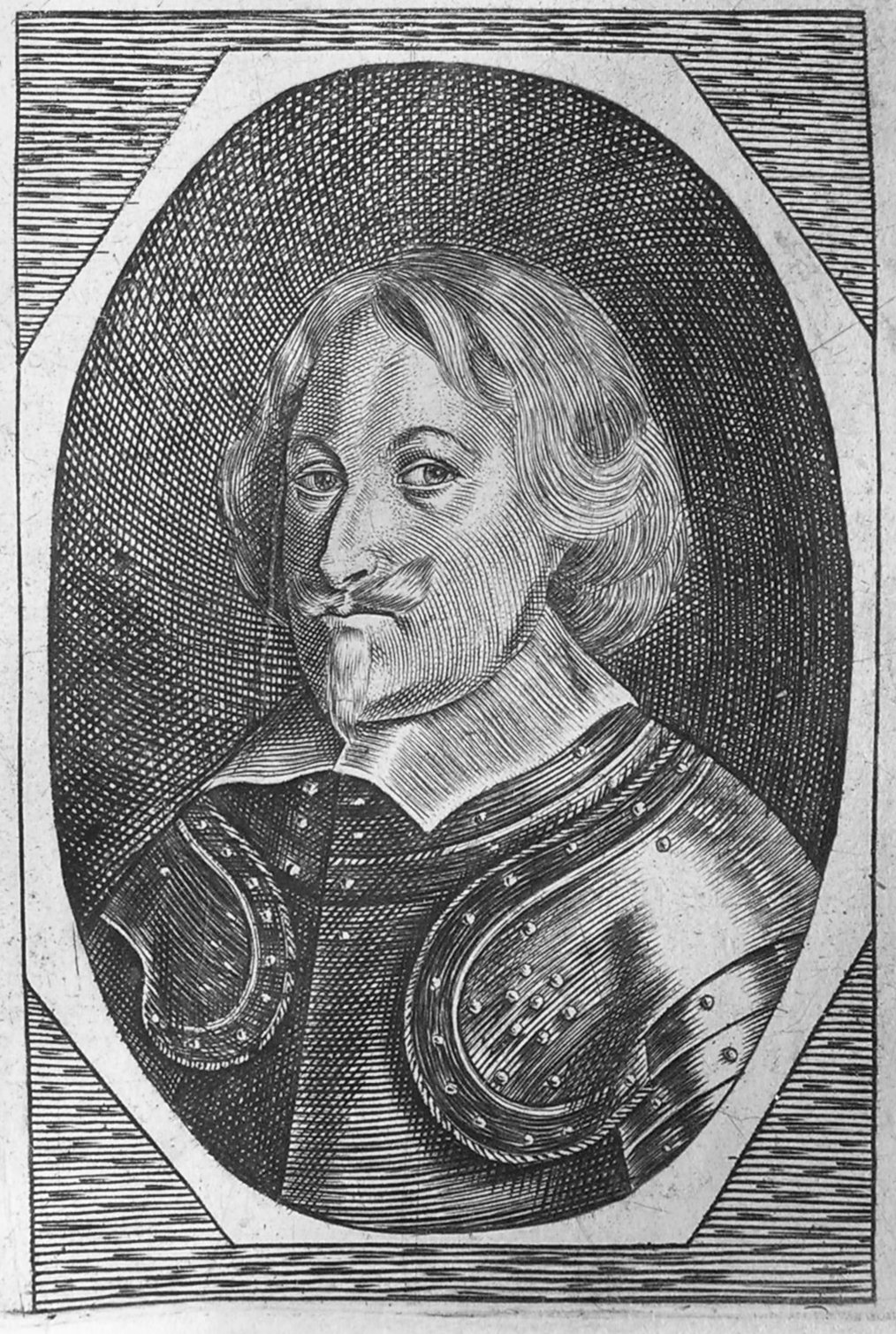
Портрет Александра II Феленского в книге Historia nostri temporis» Брахелиуса (1652 год)

Новым владельцем Расфельда стал Александр II Феленский (1599–1675). Этот человек стал известен своими победами и прозвищем «Вестфальский Валленштайн». Управлять замком он начал ещё при жизни отца и быстро обнаружились его административные способности. Александр II поступил на военную службу в самом начале Тридцатилетней войны, когда ему не было и 20 лет. Вскоре добился известности, сражаясь на стороне имперских войск в составе объединенной армии графов Анхольтcкого и Тилли.
Начиная с 1632 года Александр II сражался на стороне курфюрста Фердинанда Баварского против гессенских войск, вторгшихся в Вестфалию. В 1634 году Александр II был произведён в генерал-сержанты Католической лиги и получил командование над всеми вооружёнными силами княжества-епископства. В благодарность за военные успехи ему был гарантирован особый нейтралитет для замка Расфельд.
Летом 1641 года Александру II вместе с графом Мельхиором фон Хацфельдом удалось захватить город Дорстен, занятый гессенскими войсками. 11 октября 1641 года император Фердинанд III пожаловал своему полководцу наследственный титул имперского графа. Ещё через три года Александру II получил от императора престижное право «privilegium exceptiontionis fori» (привилегию освобождения от судебных разбирательств) и собственную юрисдикцию в судебных делах в своём имперском графстве. В 1646 году Александр II по собственному желанию вышел в отставку с военной службы и отправился в родовую резиденцию.
В Европе ходили слухи о баснословных богатствах, накопленных владельцем Расфельда за годы военной службы. Князь-епископ Фердинанд сказал об Александре II: «Граф фон Фелен хорошо воевал в Вестфалии. Вероятно, он заработал несколько миллионов». Как бы то ни было, в 1646 году началась масштабная реконструкция замка Расфельд. Серьёзно повреждённая крепость за последующие 12 лет превратилась в роскошный дворцово-замковый комплекс, который одновременно служил административным центром имперского княжества. В ходе строительных работ появились три дополнительных крыла. Примыкающие друг к другу под прямым углом они образовали внутренний двор. Доминантой комплекса стала высокая квадратная башня, получившая название «Башня Астролога». Кроме того, была построена замковая капелла. Вокруг разбили просторный парк и обустроили зверинец с экзотическими животными. В период строительства семья фон Фелен с многочисленной прислугой проживала в основном в резиденции Хагенбек на берегах реки Липпе.
В 1653 году Александра II назначили фельдмаршалом и императорским военным советником. Должность в основном была церемониальной. От заслуженного полководца требовалось украшать своим присутствием императорские приёмы и торжества. В те годы в замке Расфельд нередко останавливались многие известные личности и высокопоставленные чиновники, такие как епископ Страсбурга, курфюрст Бранденбурга Фридрих Вильгельм I, а также князь-епископ Кристоф-Бернхард фон Гален. Владения Александра II включали, помимо замка Расфельд, поместья Круденбург, Хагенбек на берегу Липпе, Хорст в нижнем течении Рура, Меген в герцогстве Брабант, замок Энгельрадинг близ Марбека и замок Бретценхайм с его прямым императорским правлением. Кроме всего прочего фельдмаршал имел право голоса в Рейхстаге.

### Эпоха упадка. Угасание династии и имперского графства

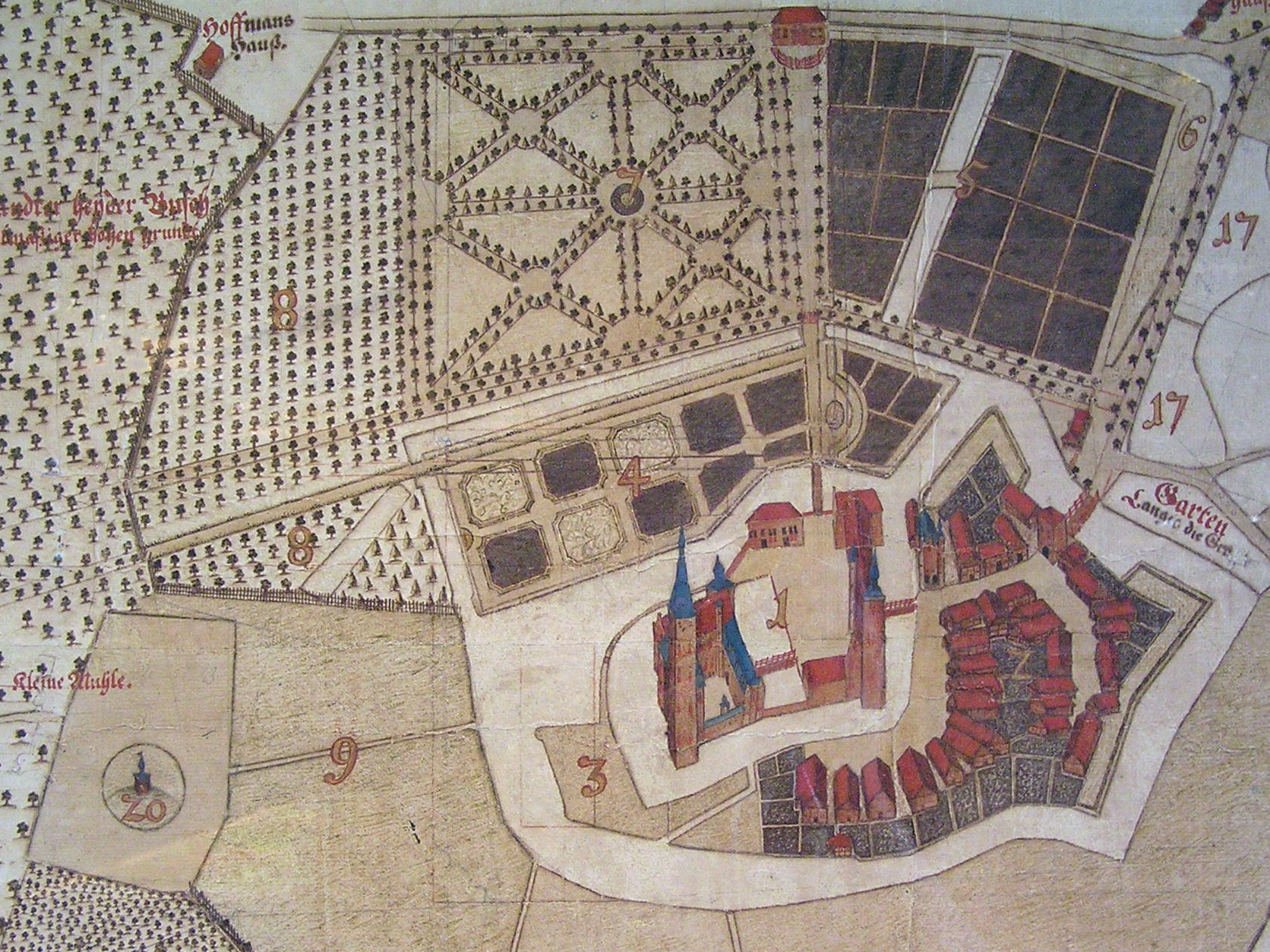
Замок Расфельд после реконструкции, произведённой Александром II, фрагмент карты Юхана Райнера Оссинга, 1729 год

Александр II желал оставить свои обширные владения младшему сыну Паулю Эрнсту, чтобы оно не попало в руки его бестолкового и финансово несостоятельного старшего сына не указано название статьи. Однако Пауль Эрнст скоропостижно скончался недалеко от Реймса в 1657 году. Чтобы помочь своему единственному оставшемуся наследнику и привить ему навыки разумного администрирования, Александр II вскоре поручил старшему сыну управление родовой резиденцией и другими имениями. Однако ещё в 1664 году Фердинанд Готфрид, чтобы расплатиться с собственными долгами, тайно продал имение Хагенбек владельцу замка Лембек Бургхарду фон Вестерхольту. Тем самым наследник продемонстрировал свою расточительность в отношении отцовского наследия и удивительное легкомыслие.
После смерти отца в 1675 году Фердинанд Готфрид фон Фелен (1626–1685) наконец стал единоличным собственником обширных владений своей семьи. Он, не особо задумываясь, немедленно продал замок Энгельрадинг. Как императорскому камергеру и имперскому полковнику, ему причитались внушительные выплаты из казны. Однако за десять лет правления Фердинанд Готфрид фон Фелен умудрился растратить большую часть своего состояния. Он вёл невероятно роскошный образ жизни и легко тратил огромные средства на собственные развлечения.
Спасением от полного краха стала смерть Фердинанда Готфрида и его не менее и расточительной жены Софии Элизабет фон Лимбург-Штюрум. В 1685 году новым лордом замка Расфельд стал старший сын скончавшихся супругов Александр Отто фон Фелен (1657–1727). Он служил имперским кавалерийским генералом и получал неплохое жалование. Однако его доходы не могли компенсировать требования кредиторов, обширные долги родителей и задолженности по выплате жалованья прислуге. Кроме того, имел место спор о наследстве с его младшим братом Кристофом Отто и претензии на часть владений со стороны сестры Шарлотты Амалии. В 1708 году Александр Отто был назначен командующим всей императорской кавалерии, а в 1726 году, за год до смерти, в фельдмаршалы. Двое его сыновей, Гиацинт Иосиф и Габриэль Филипп, пали в битве под Белградом в 1717 году в ходе очередной австро-турецкой войны. Таким образом, новым владельцем оказался младший сын Александр III (1683–1733). В 1727 году он унаследовал поместье, а также все долги.
За шесть лет правления отцовским наследием Александр III не сумел вывести родовые земли из кризиса. Ещё в 1716 году он женился на Марии Шарлотте фон Мерод (1698–1753), которая через год родила мальчика. Наследникка назвали Александр Отто Карл фон Фелен. Однако Александр IV (1717–1733) неожиданно умер в возрасте 16 лет.
После кончины Александра III новым собственником, а также обладателем долговых расписок на огромные суммы, оказался его дядя Кристоф Отто фон Фелен (1671–1733). Однако жить ему оставалось считанные недели. Ещё в 1708 году он дослужился до звания фельдмаршала. Кристоф Отто часто бывал в Австрийских Нидерландах по делам службы и, соответственно, хорошо знал о положении дел в Расфельде. Пытаясь выправить ситуацию, он назначил управляющим активами валлонца по имени Филипп Муве. Однако в мае 1733 года Кристоф Отто умер в Брюсселе. Он никогда не был женат и, соответственно, не оставил наследника. Интересно, что его похоронили во Фландрии, но сердце в ходе посмертного вскрытия вынули и сохранили в специальной свинцовой капсуле. Позднее её перевезли в Расфельд и похоронили в семейном склепе в замковой часовне.

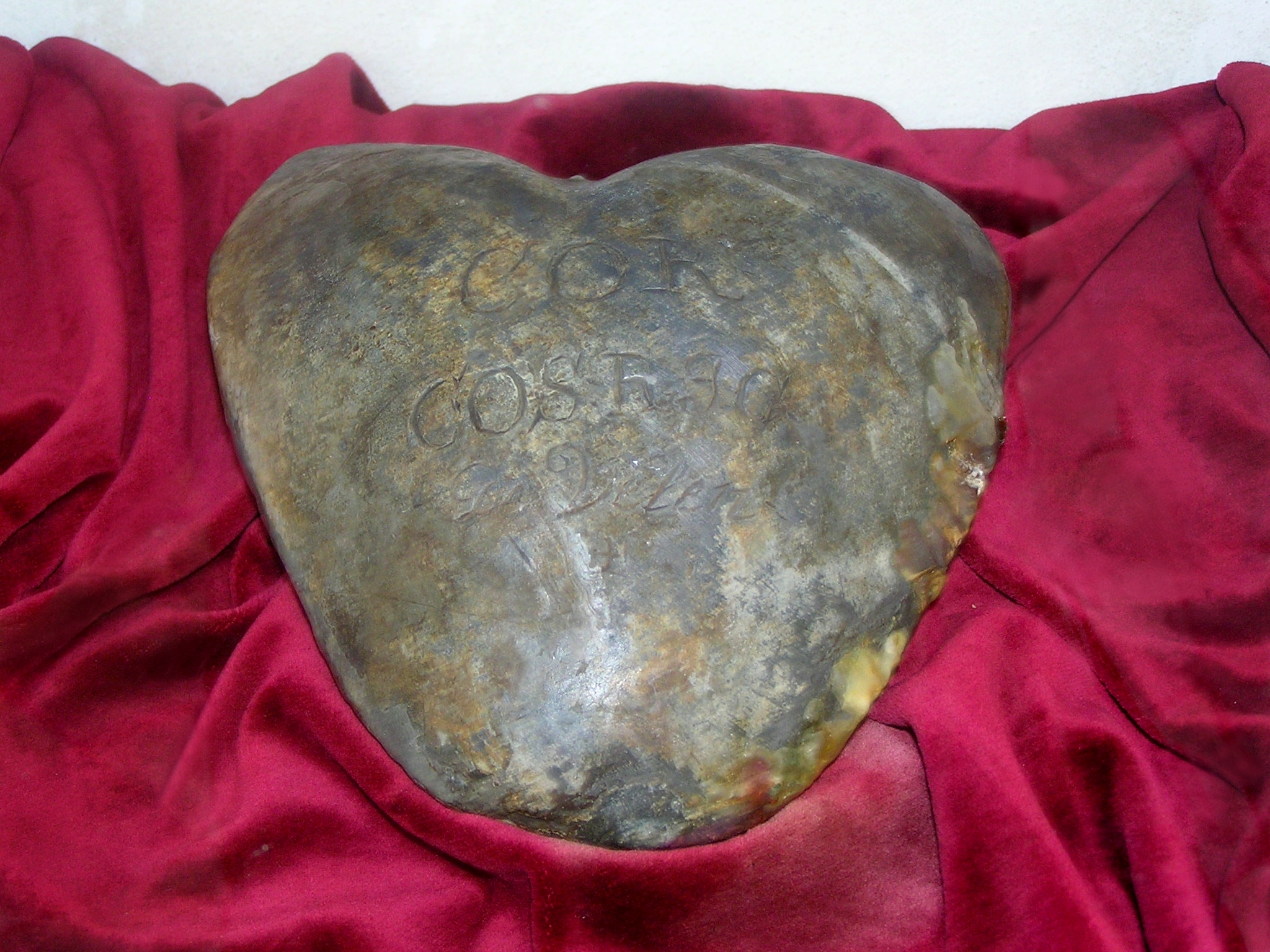
«Свинцовое сердце» Кристофа Отто фон Фелена, хранящееся в часовне замка

Таким образом, в 1733 году умерли отец, сын и дядя из семьи фон Фелен. Других прямых наследников мужского рода династия не имела. Именитый род пресёкся. Дальними родственниками семьи были дворяне фон Гемен. Так как Александр III имел письменный договор с владельцем замка Гемен графом Отто Эрнстом Леопольдом  из рода Лимбург-Штирум, то замок Расфельд перешёл во владение последнего. Мария Шарлотта, вдова Александра III, периодически приезжала в резиденцию покойного супруга и по несколько месяцев проживала там. Вплоть до своей смерти в октябре 1753 года она активно занималась делами усадьбы. Однако после её кончины комплекс остался практически необитаемым. Постепенно замок стал приходить в упадок.
В 1800 году со смертью 15-летнего Фердинанда Августа пресеклась и линия фон Гемен из ветви Лимбург-Штюрум. Поместья семьи фон Гемен, включая замок Расфельд, перешли к барону фон Бойнебург-Бёмайсбергу из местечка Эрольцхайм в Швабии. Но этого человека из старинного рода фон Бойнебург мало интересовала судьба разрушающегося замка. Во время Освободительной войны зимой 1813-1814 года в замке Расфельд на некоторое время разместились подразделения казаков русской армии, преследовавшие французские войска после битвы при Лейпциге. В каком состоянии находилась резиденция, можно судить по тому, что местные власти решили предоставить казачьим офицерам другое жильё.

### От дворца к ферме. Сельскохозяйственное имение

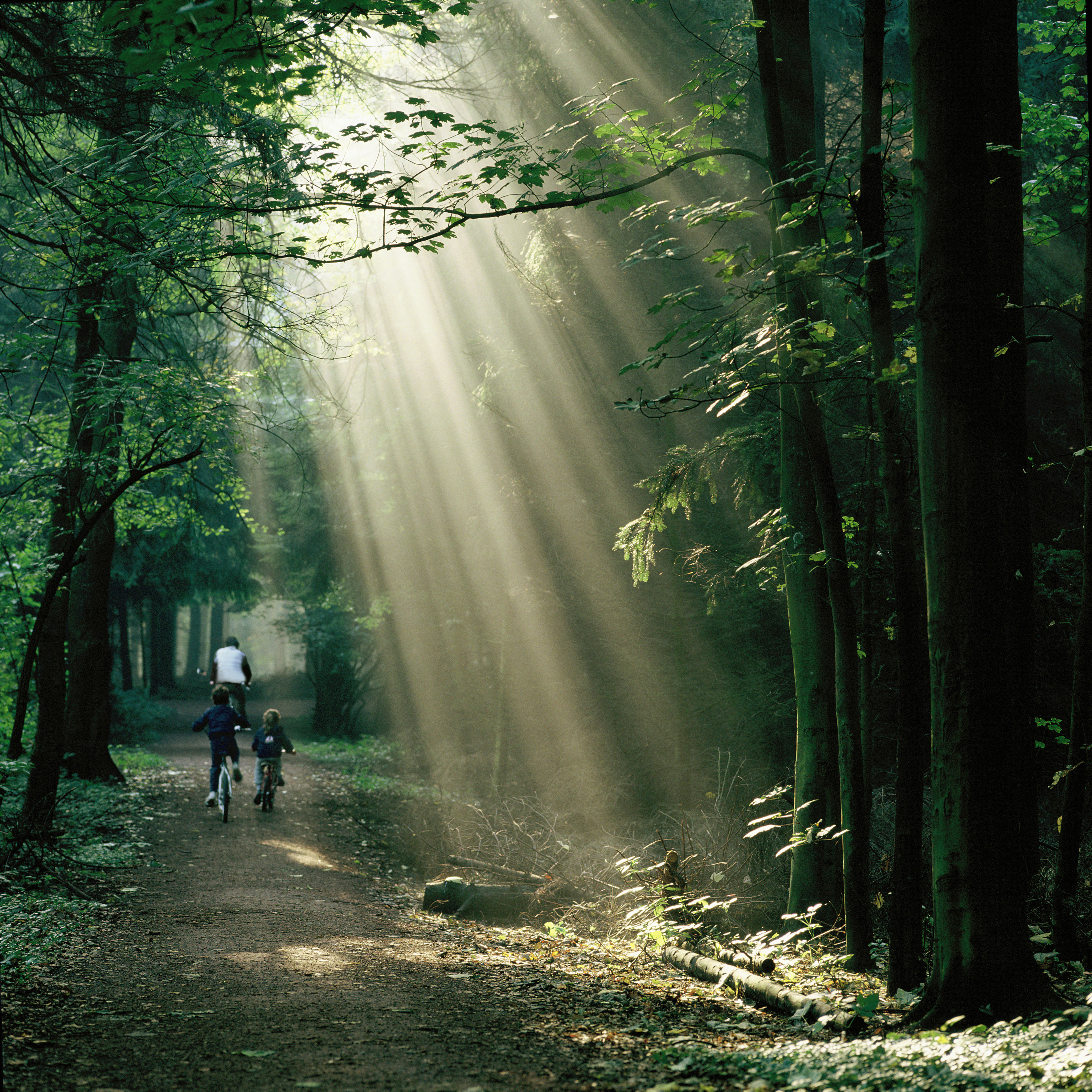
Лучи солнца, пробившиеся сквозь кроны деревьев в рейзажном парке замка Расфельд

В 1822 году барон Игнац фон Ландсберг-Фелен купил вестфальское имение с замком Расфельд у своего дальнего родственника барона фон Бёмельсберг-Бойнебурга. Новый владелец решил использовать здания бывшей аристократической резиденции для сельскохозяйственных нужд. Пейзажный парк (который к тому времени без должного ухода зарос) был превращен в фермерские угодья. Там устроили пастбища, огороды и пашни. Рвы, которые заболотились, предполагалось засыпать. Часть сильно обветшавших зданий, таких как арсенал и сторожка, снесли. Северную круглую башню комплекса разобрали. От неё остался только фундамент. Запасы зерна отныне хранились в бывшем рыцарском зале замка, а многие помещения внешнего двора (форбурга) превратили в хлев для скота. В период с 1879 по 1895 год главный администратор Фридрих Бонхоф отремонтировал некоторые постройки внешнего двора замка.
После окончания Первой мировой войны, в декабре 1918 года, части одной из баварских дивизий заняли помещения замка. На несколько недель Расфельд превратился в казармы. В марте 1920 года в ходе Рурского восстания во время наступления Красной Рурской армии здесь произошёл бой коммунистических отрядов с добровольческим корпусом фон Лёвенфельда фрайкора. В кровавой схватке погибло 50 бойцов Красной армии.
В 1927 году поместье Расфельд арендовал фермер Генрих Альбермайер. При этом владельцу замка Максу фон Ландсберг-Фелену пришлось срочно просить финансовой поддержки у правительства провинции для ремонта комплекса. Дело в том, что некоторым зданиям грозило обрушение.

### От фермы к образовательному центру

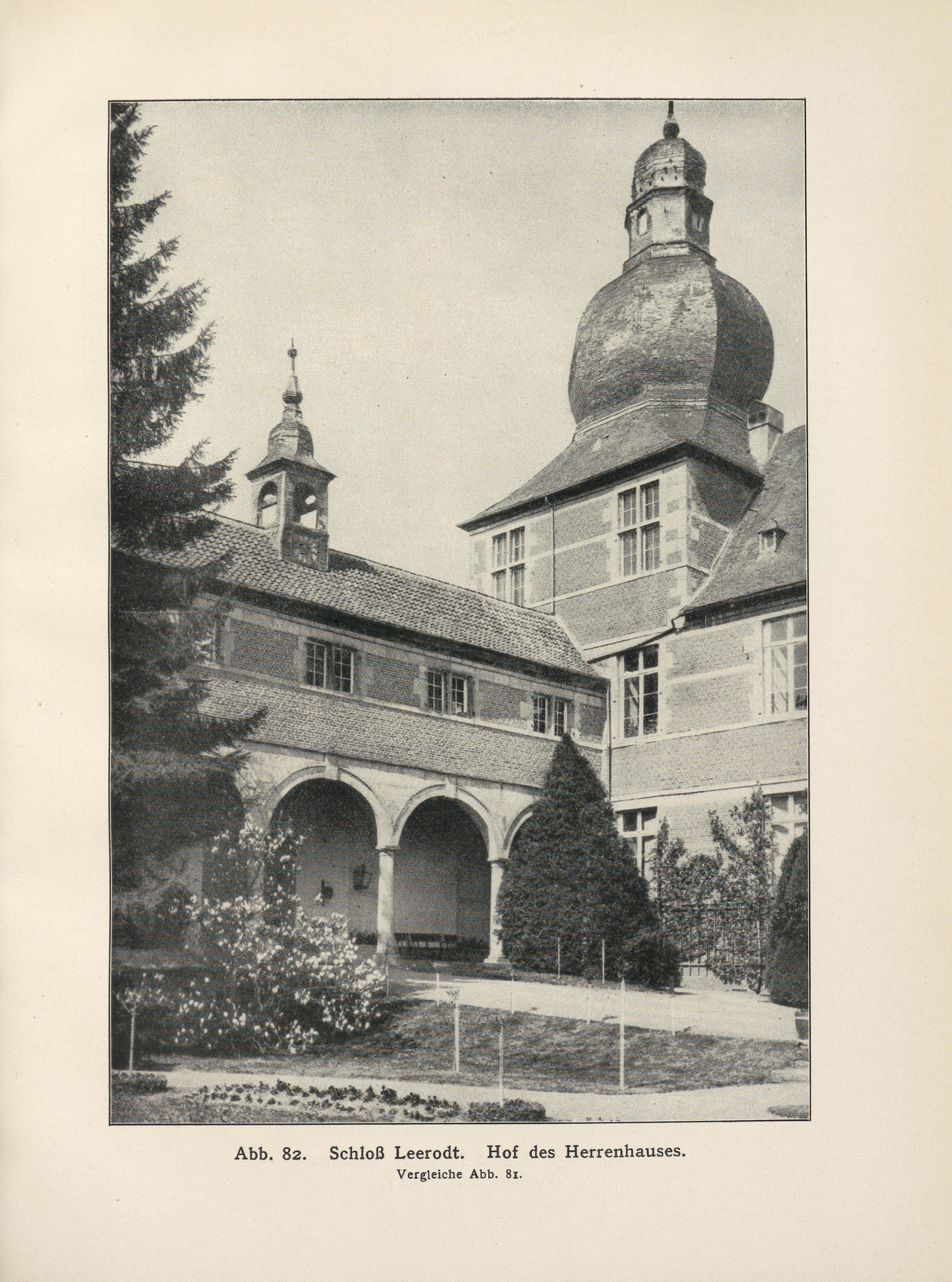
Замок на фотографии 1922 года

В 1929 году замок Расфельд арендовал Союз «Новая Германия» (ассоциация студентов-католиков высших учебных заведений). После реставрационных работ и завоза новой мебели весной 1930 года в праздник Троицы состоялась церемония открытия учебного центра. На окрестных лугах был разбит палаточный лагерь на 500 мест. Директор замкового центра, старший преподаватель Йозеф Хазебринк, писал: «В доме 80 кроватей и достаточно пространства с удобствами для больших палаточных лагерей и встреч нашей католической молодежи». Несколько сотен молодых людей из молодежного движения регулярно встречались перед замком в Пятидесятницу. Однако в 1936 году в ходе Гляйхшальтунга началось объединение молодёжных организаций с Гитлерюгендом. Это в итоге привело к роспуску Союза «Новая Германия».

### Казармы, госпиталь и лагерь для военнопленных
Начавшаяся в 1939 году Вторая мировая война помешала планам нацистов переоборудовать замок в окружной учебный центр. Когда в октябре 1939 года части вермахта после захвата Польши начали активно готовиться к завоеванию Франции, Расфельд вновь превратился в казарму. В замке на некоторое время разместились почти 1000 солдат. Пять лет спустя, осенью 1944 года, в ходе отступления с Западного фронта, немецкие воинские части ещё раз разместились в замке.
В марте 1945 года Расфельд стал одним из главных перевязочных пунктов вермахта на Западном фронте. Символы Красного Креста на крышах комплекса, вероятно, позволили предотвратить серьёзные повреждения замка от бомбардировок союзников.
В ходе Рейнской операции в районе Везеля линия фронта оказалась всего в нескольких километрах от Расфельда. Наконец 28 марта части британской армии заняли замок. Во внешнем дворе разместился  военный штаб, а десятки семей, бежавших из городов Рурской области, поселились в главном здании. С апреля 1945 года по март 1946 года Рыцарский зал замка служил небольшим лагерем для группы военнопленных немецких солдат. В послевоенные годы здания замка долгое время служили временным жильём для немецких беженцев из Восточной Пруссии и Силезии. Кроме того, в комплексе устроили начальную школу.

### Послевоенный период. Культурный центр и реставрация

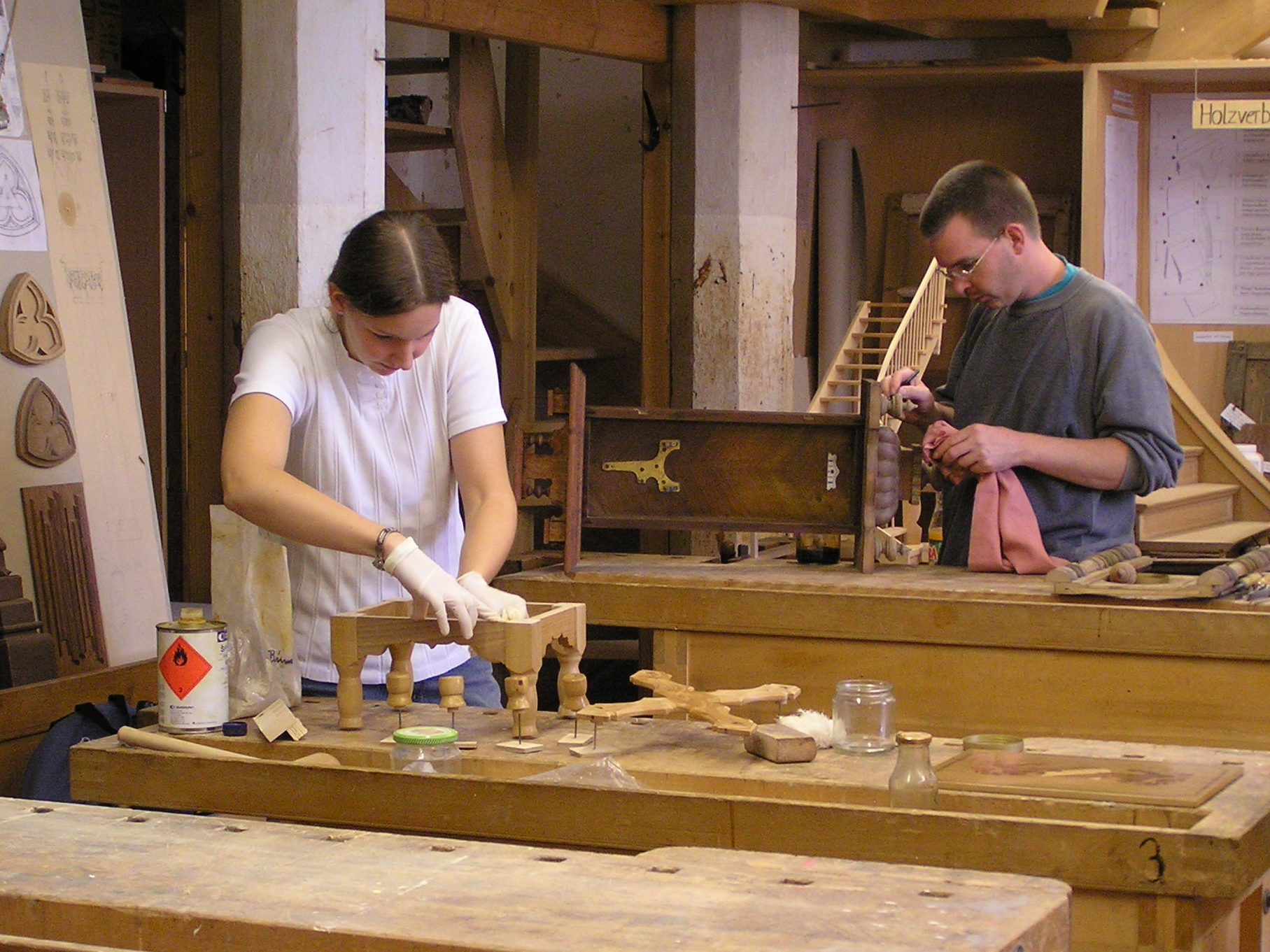
Реставраторы в столярной мастерской Академии ремесел

Ещё во время войны в 1942 году по инициативе членов Ассоциации ремесленников Расфельда началась частичная реставрация помещений замка. В начале 1950-х годов при поддержке местных властей начались более серьёзные работы по восстановлению комплекса. С 1952 года в главном замке располагается учреждение непрерывного образования — Академия ремесёл замка Расфельд. Здания форбурга отреставрировали в 1980-х годах. С 1982 года там находится центр по сохранению памятников ремесла. В настоящее время он является отделением Академии ремёсел.
1 января 2022 года муниципалитет Расфельда полностью выкупил замок, за исключением внешнего двора. Территория бывшего форбурга принадлежит семи ремесленным палатам земли Северный Рейн-Вестфалии и Западногерманской ремесленной палате.

## Описание замка

Анимированная история строительства главного замка

Комплекс состоит из главного замка, внешнего замка (форбурга) и прилегающей к ним обширной территории, на которой находятся парк, капелла и различные постройки. Система рвов разделяет отдельные части комплекса, которые изначально были соединены только подъемными мостами. Историк искусств Ричард Клафек писал: «При взгляде с юга весь комплекс представляет собой впечатляющую картину прекрасно сбалансированных строительных сооружений. Нигде нет барочного искусственного нарушения, несмотря на господство вертикалей и башен. Главный и внешний замки сгруппированы таким образом, что ноты фортиссимо звучат гармонично, а общая картина излучает только размеренность и спокойствие».

### Главное здание

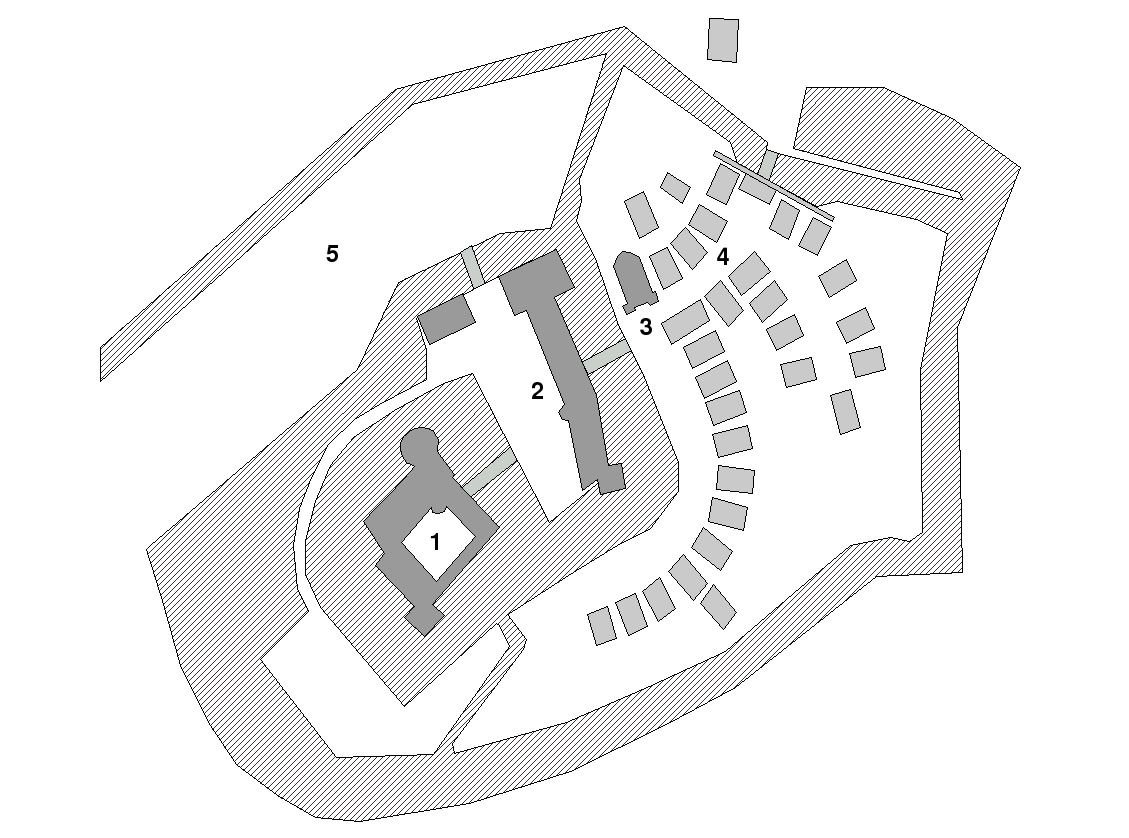
План комплекса около 1729 года: 1. Главный замок; 2. Форбург; 3. Замковая часовня; 4. Открытое пространство замка; 5. Замковый парк, заштрихованы пруды

Первым каменным замком на месте нынешнего сооружения стала невысокая прямоугольная башня со сторонами в основании 8,6 и 9,3 метра. Отдельные фрагменты этого объекта сохранились в северо-западном углу северного крыла главного здания. В частности, это стена толщиной около 1,8 метра, сложенная из бутовых камней и известкового раствора, в которой имелись бойницы.
В конце XIV века ранний замок был перестроен до двухэтажного сооружения. Его длина составила около 30,2 метра, а ширина — около 12,4 метра. Комплекс также был усилен дополнительной отдельной квадратной башней в южном углу и круглой оборонительной башней в противоположном по диагонали углу в северной части.

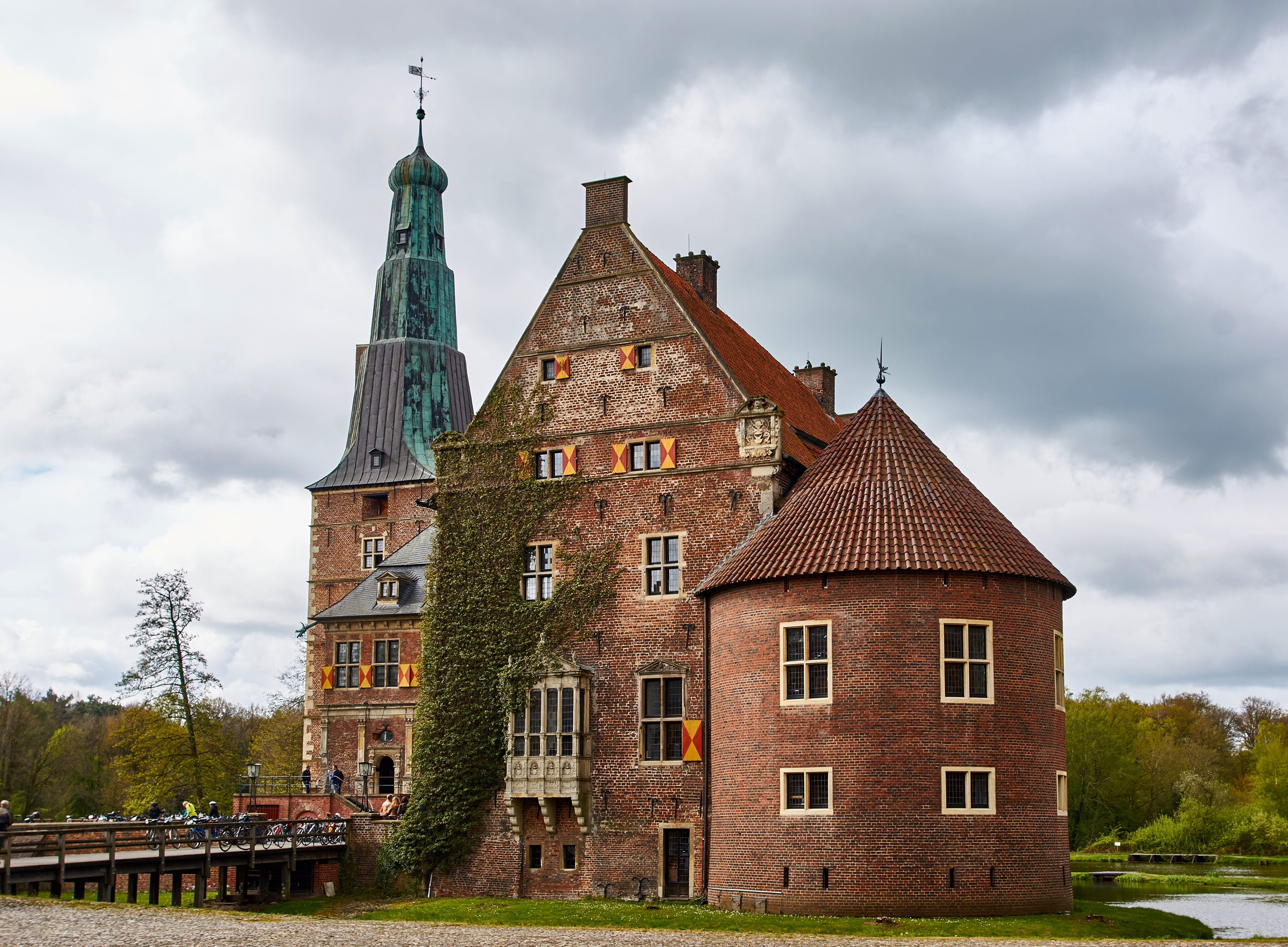
Восточный фасад, созданный в 1614 году, с перестроенной круглой башней

После того как в 1597 году в результате пожара сгорела крыша резиденции, Александр I фон Фелен распорядился перестроить весь замок. Работы в период с 1604 по 1606 год проводил мастер Генрих фон Боркен. Частично разрушенная круглая башня была восстановлена. Её сверху укрыли так называемым вельшским куполом. О завершении работ свидетельствуют сделанные из железа цифры «1606» на южной стороне крыла. Однако в 1614 году восточную стену пришлось перестраивать, поскольку она была частично разрушена в ходе сильного шторма.
Восточная часть здания изначально была украшена разнообразными декоративными элементами. Это были карнизные полосы и гербы на фронтонах. На пристроенном четырёхсекционном эркере указан год их изготовления — 1561. Причём сначала они украшали замок Фелен. Любопытно, что около 1900 года эти элементы вывезли из Расфельда и доставили в замок Фелен. Там они находились до 1933 года. Затем их вторично перевезли в замок Расфельд.
Ещё одно кирпичное здание было включено в качестве северного крыла при реконструкции дворца в 1643 году. Инициатором строительства стал Александр II фон Фелена. Три крыла в стиле Ренессанс окружали прямоугольный двор. Два из этих крыльев — низкая галерея с аркадой, ведущая во внутренний двор, и одно из крыльев главного замка, включая великолепный входной портал, — были снесены в XIX веке. Сегодня от строений XVII века в основном замке сохранились только западное жилое крыло с мансардной крышей и башня, высота которой достигает 50 метов. Она примыкает к западному крылу с юга. Шестиэтажную башню венчает бронзовый шлем, круто сужающийся кверху и напоминающий своей формой луковицу. Необычная форма с тройными пирамидальными выступами относится к стилю раннего барокко. В 1959 году во время ремонстных работ крыша башни была заново покрыта медными листами.
В 1646 году в качестве главного строителя замка был нанят архитектор Михаэль ван Гент (Якобус ван Поук). Это был известный мастер, родившийся в 1585 году близ Гента и перебравшийся позднее в Мюнстер. Когда в 1647 году Михаэль ван Гент был вызван в Рим, его труд продолжили братья Якоб и Иоганн Шмидт из Рурмонда. Причём он работали по проектам и эскизам ван Гента. Каменную кладку выполнил Ремигиус Роскоттен. Строительство внешнего двора было завершено около 1648 года, а главного замка — около 1653 года. Общая стоимость работ составила внушительную сумму — около 80 тысяч рейхсталеров.
В качестве основного строительного материала для новых крыльев  использовался кирпич. Для порталов, балок и рам окон, угловых блоков и орнамента использовался светлый песчаник из Баумберга. В начале XX века прежние красно-белые ставни и порталы были окрашены в красно-жёлтый цвет, как, вероятно, и в XVII веке, в знак отсылки к красно-золотому гербу рода фон Фелен. Раньше их, вероятно, красили в синий и белый цвета. Крыши были покрыты красной черепицей, а верхние части башен — мозельским сланцем.

### Западное крыло и прилегающая территория

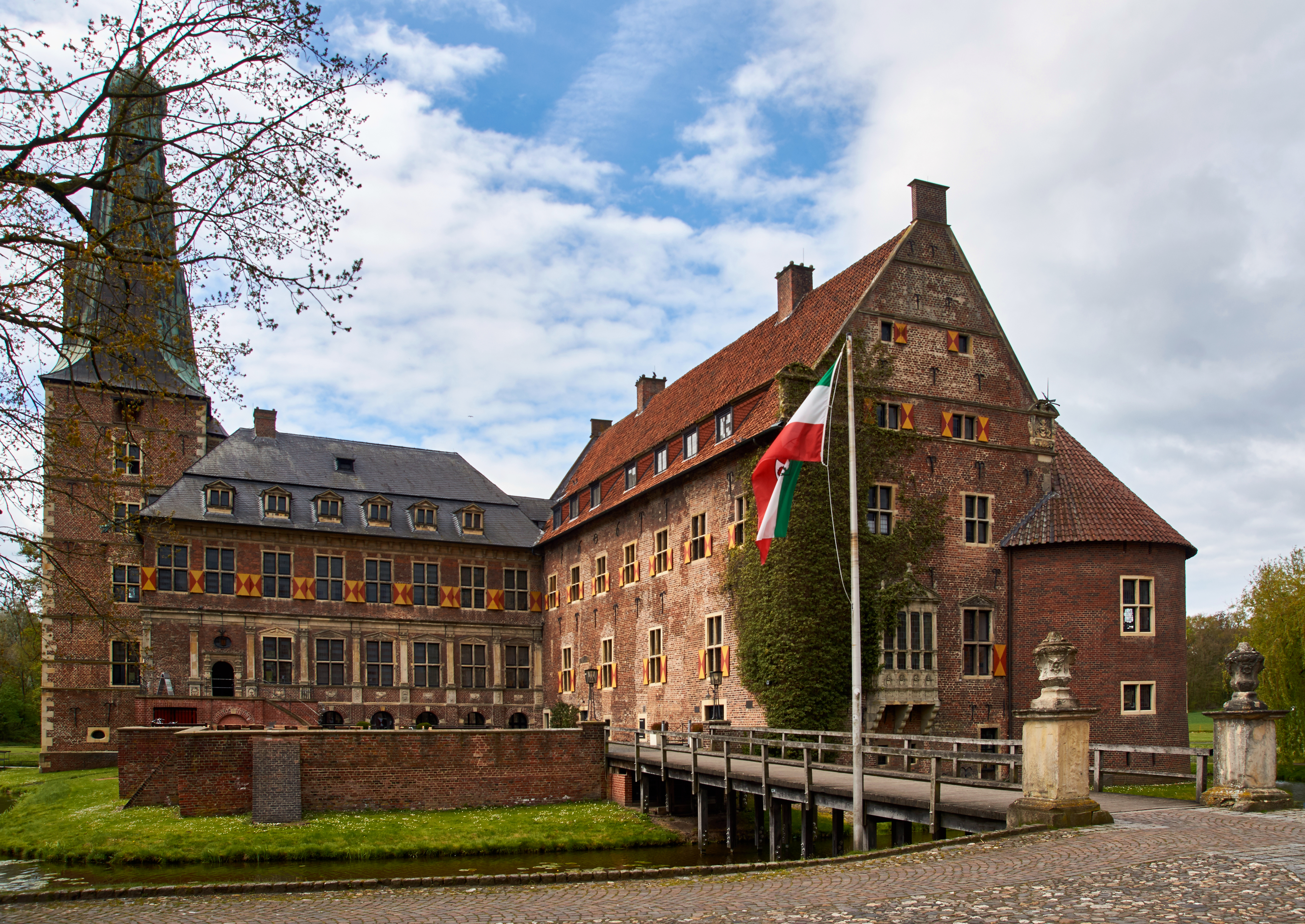
Внутренний двор главного замка, слева западное крыло (1643–1648) с башней (1645–1653), справа северное крыло, построенное около 1606 года

Западное крыло разделено по высоте несколькими карнизными поясами. Окна с раскладкой структурируют его вертикально. На первом этаже их венчают треугольные фронтоны, в центре которых попеременно изображены головы ангелов и ракушки. На втором этаже плоские двойные арки с импостами из песчаника над окнами освобождают карниз крыши, поддерживаемый консолями. Арки над окнами подвала, как и на верхних этажах башни, представляют собой простые полукруглые арки, но импосты и замковые камни более искусно выполнены из тёсаного песчаника.
Дворовая часть западного крыла оформлена представительно: входная дверь на второй этаж в южном углу украшена богатым орнаментом в виде волют и над ней — окно «Бычий глаз». Под каждым окном на первом этаже имеются каменные картуши. Коринфские капители пилястр между окнами украшены чередующимися фигурами ангелов и волютами; они поддерживают архитрав, выполненный по коринфскому образцу с завитками-меандрами. Основание ложных колонн выполнено из камня с вырезанными на нем львиными головами.
Аналогичных образцов, соответствующих по архитектурным решениям замку Расфельд, в окрестностях не существует. Клафек изучал замковые сооружения в долине реки Маас в Гелдерланде-Лимбурге. Он описывает Расфельд как самое восточное ответвление кирпичной архитектуры долины Маас XVII века, к которой он относит, среди прочего, замки Хунсбрук и Шасберг близ Херлена, а также замок Лееродт близ Гайленкирхена. Эти комплексы явно были известны самому Александру II фон Фелену благодаря родственным связям.
В ходе реконструкции интерьер также был великолепно обставлен. Стены комнат отделали кожей и гобеленовыми обоями. Потолки украсили лепниной, Стукко и росписью в стиле барокко. Франсуа Вальшарт из Маастрихта расписал оконные проемы в Рыцарском зале изображениями богов и героев из древнегреческой мифологии. Андреас Петерсен нарисовал птиц и орнаменты на дверях зала. Другие известные помещения включали: парадный зал, личный кабинет графа, библиотеку, бильярдную, а также три гостевые комнаты — Фарфоровую, Голубую и Зелёную. Однако к моменту подробной описи замка, проходившей в феврале 1772 года, от всей этой роскоши почти ничего не осталось. Часть инвентаря вывезли в замок Фелен, а остальное окадалось почти полностью разграблено или уничтожено во время запустения и военных конфликтов. До наших дней сохранился только клавесин, приобретенный Александром II в 1640 году в известной фламандской мастерской Рюккерса.
Круглая оборонительная башня XIV века, как и портальное крыло, лестничная башня во внутреннем дворе и галерейное крыло, были снесена в XIX веке. В 1959 году остатки этих сооружений, высота которых составляла 2,50 м, а толщина — 2,70 м, разобрали до основания из дубовых свай. При этом обнаружили бронзовый горшок на треножнике, использовавшицся для приготовления пищи («Grope») и декоративный кувшин Бартмана, созданные в XVII веке. Эти предметы, вероятно, замуровали в стены во время реконструкции башни, проходившей около 1600 года. Сохранившуюся круглую башню отремонтировали в 1960 году.
После серьёзных разрушений и утрат, случавшихся в XVIII и XIX веках, замок ремонтировали в 1922 году, а также в период с 1930 по 1932 год. С 1950 по 1957 год были устранены повреждения, нанесённые войной. Также прошла реставрация части помещений внутри основного замка. В ходе реконструкции снесли многочисленные стены-перегородки и установили новые окна в северном крыле. В 1951 году к северному углу пристроили небольшой корпус, который служил кухней для размещения предприятий общественного питания в комплексе. Также перестроили лестницу, ведущую на второй этаж из внутреннего двора.

### Внешний двор (форбург)

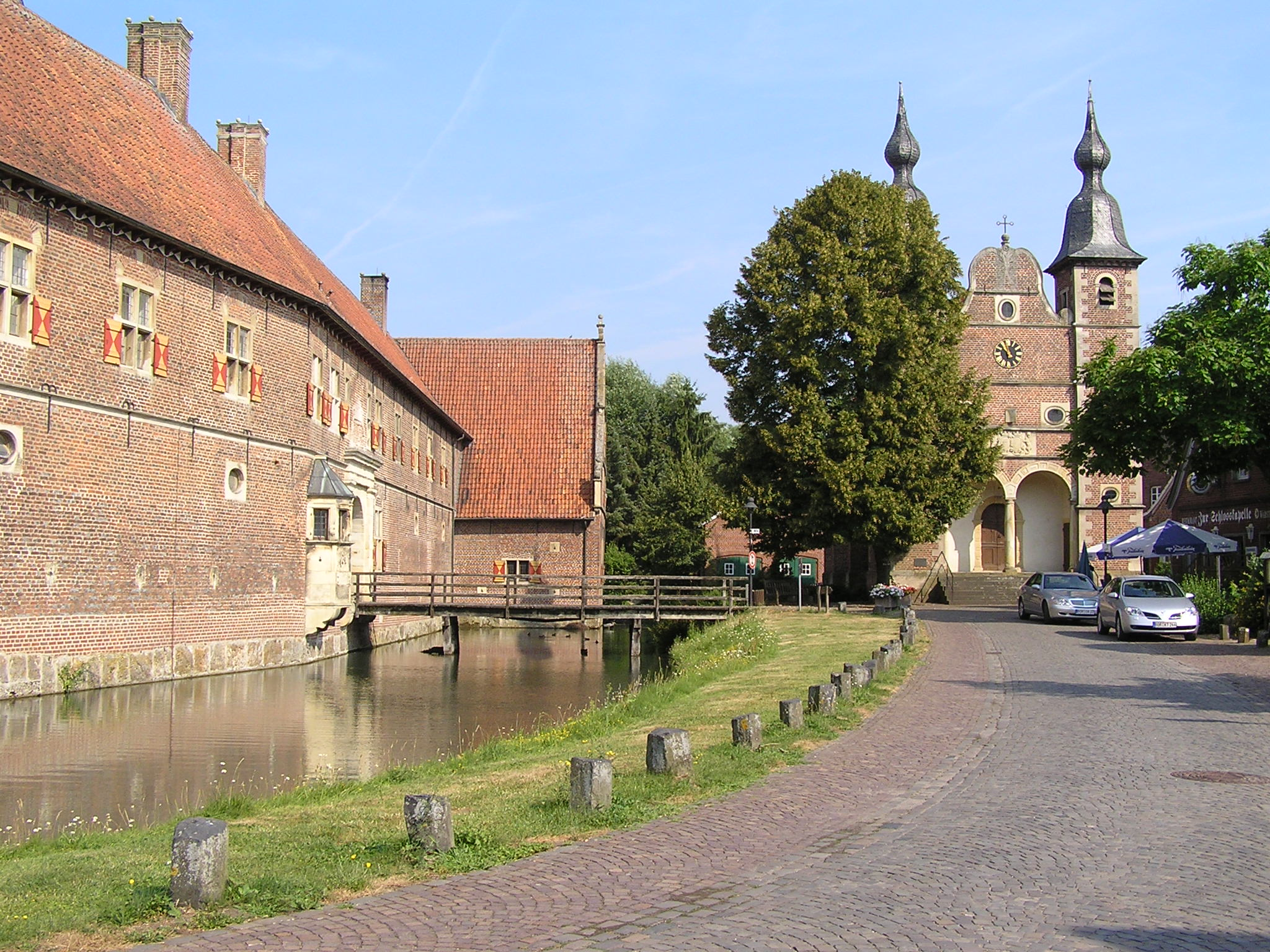
Восточная сторона внешнего двора и портал часовни замка

Форбург (именуемый иногда Нижним замком) расположен на отдельном острове между внешней территорией (Фрайхайт) и основным замком (Обербургом). Здесь располагались административные и торговые сооружения. Основная часть сохранившихся построек появилась в период между 1646 и 1648 годами. Баухаус, расположенный на северной стороне, напротив удлинённого внешнего двора, стоял в этом месте уже примерно с 1600 года. Он напоминает вестфальский фермерский дом. Это сооружение использовалось как хлев для скота и помещение для хранения собранного урожая. Рядом с воротами, примерно в середине внешнего двора, находится лестничная башня.
В 1649 году над воротами со стороны двора установили каменную табличку, на которой на латинском языке написали историю замка. Перевод надписи находится в проходе ворот. Если идти со стороны внешнего пространства (Фрайхайта), то к югу от прохода ворот находится необычное восьмиугольное эркерное окно. Объединённый герб Александра II Фелена и его супруги Александрины фон Хюн унд Гелен изначально размещался над входом. В настоящее время его можно увидеть в экспозиции Центра посетителей и информации.
Этажи всех зданий форбурга разделены непрерывными карнизными полосами, а карнизы и коньковые углы фронтонов украшают декоративные щиты. Однако в целом внешний двор спроектирован несколько проще, чем западное крыло двора главного замка, строившееся примерно в то же время. Окна не имеют треугольных фронтонов и других украшений, а разгрузочные арки полукруглые, как на верхних этажах главной башни, с резными импостами и замковыми камнями. В 1923 году с южной стороны пристроили каретный сарай. С 1981 по 1983 год внешний двор замка полностью отремонтировали.

### Башня Астролога

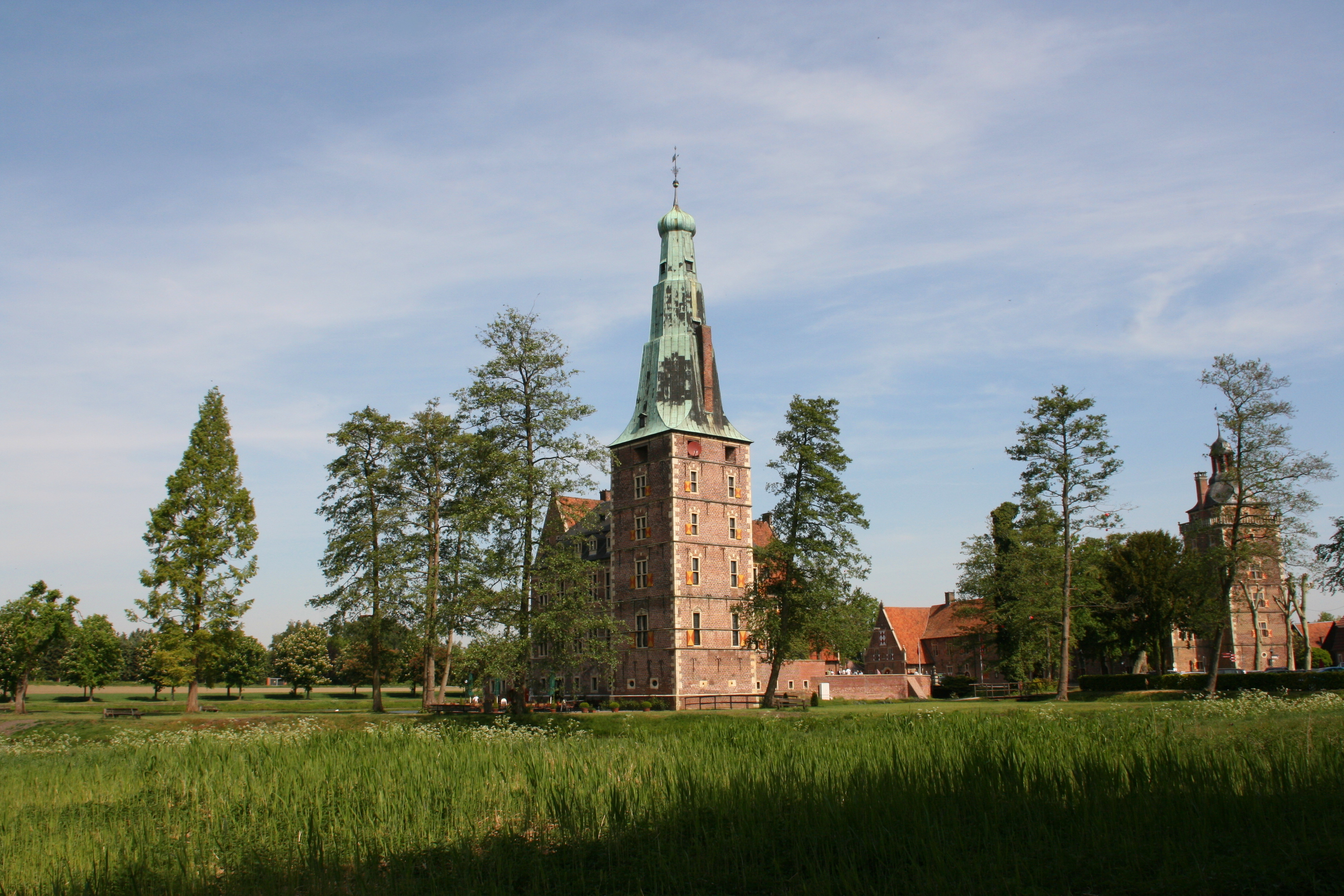
Башня Астролога

На юге внешний двор замка примыкает к так называемой Башне Астролога. Говорят, что Александр II Веленский использовал эту башню для астрологических исследований. Отсюда и пошло её наименование. Во время реставрации Башни Астролога в 2001 году были обнаружены доказательства того, что южная часть внешнего двора строилась на более старых, средневековых фундаментах.
Чердак пятиэтажной Башни Астролога окружен галереей. Её сверху венчает впечатляющий купол (иногда называемый «итальянский колпак»), который в верхней части повторяется в уменьшенном размере и в восьмиугольной форме c Фонарь (архитектура). Примыкающая лестничная башня также имеет подобный купол.

### Внешнее пространство и капелла

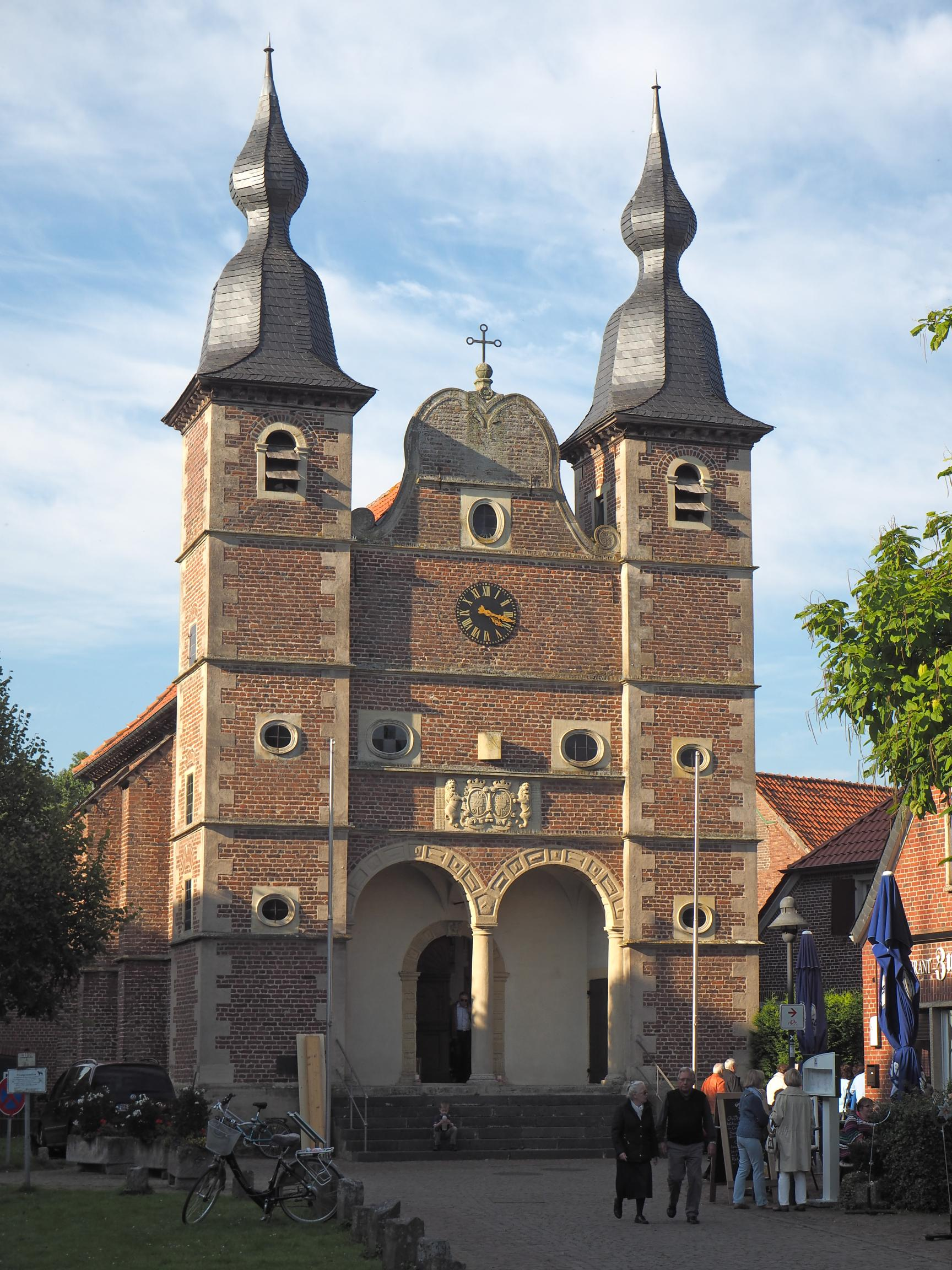
Капелла замка Расфельд

Крепостные земляные валы на севере и востоке, а также надвратная башня и каменные стены защищали внешние подходы к замку и построенные здесь крестьянские дома. Около 1729 года на этой территории насчитывалось около 30 зданий, в которых жили придворные и слуги владельцев замка. В 1817 году здесь проживали 233 человека. Некоторые дома в Фрайхайта в настоящее время признаны историческими памятниками. В одном из зданий краеведческое общество Расфельда организовало постоянную экспозицию «Расфельд: 1939–1945». Эта выставка посвященв событиям Второй мировой войны. Другие здания используются как рестораны, гостиницы и магазины.
Проект замковой капеллы замка разработал Михаэль ван Гент. Позднее его изменили, чтобы придать более «современную форму». Непосредственно строительством руководил Якоб Шмидт. Работы завершились около 1658 года. Расположенные симметрично центральной оси колонны, круглые арки и боковые башни с итальянскими куполами образуют представительное здание, имеющее формы раннего барокко. Особенно характерным примером служат изогнутые линии фронтона и гербовый камнь над входом.
Скульптор Дитрих Вихманн и мастером-каменщиком Андреас Петерсен отвечали за отделку интерьера капеллы. Неподписанный алтарный образ «Поклонение Господу» и восемь меньших по размеру, но не сохранившихся картин, были написаны Франсуа Вальшартом. Клас Обермёллер создал великолепный алтарь в стиле барокко. Орган Конрада Рупрехта был завершен к Пятидесятнице 1659 года. Под хором находится семейный склеп, в котором, среди прочих, похоронен Александр II Феленский. Мемориальная доска из чёрного мрамора была изготовлена при жизни имперского графа. Поэтому строки с датами смерти остались пустыми. Александр II установил вторую мемориальную доску того же образца для своей первой жены и сына Пауля Эрнста. Во время реставрационных работ в 1962 году в склепе было обнаружено «свинцовое сердце» Кристофа Отто фон Фелена, умершего в 1733 году. Сейчас этот артефакт находится в нише стены с правой стороны хора. В 1901 году последний викарий замка выехал. Сегодня капелла является частью католического прихода Святого Мартина в Расфельде.

### Орган
С 2010 года в часовне замка находится небольшой орган, созданный компанией Gebrüder Stockmann из Верля. Этот электронно-механический инструмент был установлен в органном футляре, адаптированном к стилю обстановки часовни.

### Дворцовый парк и Тиргартен

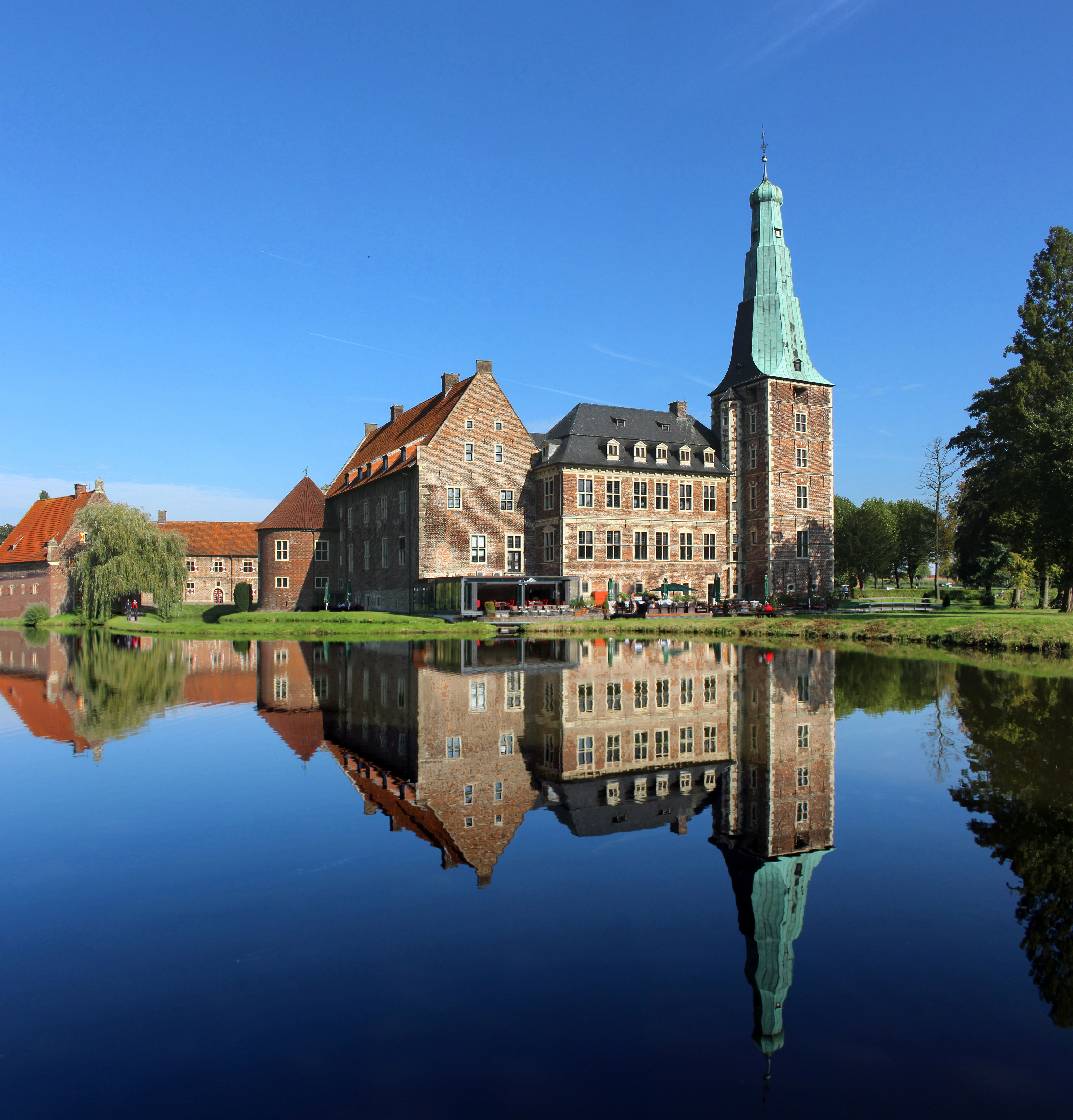
Замок и его отражение в воде пруда

К северу от комплекса был разбит замковый парк с фонтанами и геометрически выровненными элементами в некоторых частях. Работы, как сообщают документы, выполняли «французские садовники и французские мастера фонтанов». Помимо представительского назначения, часть дворцового парка служила также огородом. В контракте со скульптором Шарпом описывается вида фонтана, созданного в 1656 году: «Бог моря Нептун, восседяет на горе из камней, окруженный крокодилами, черепахами и мифическими существами». В 1668 году построили ещё один фонтан с пятью струями. Дальнейшие работы по развитию парка документируются вплоть до 1713 года. Потом парк оказался на долгое время почти заброшен и без должного ухода серьёзно зарос.
На карте Оссингха 1729 года в парке отмечена оранжерея. Она упоминается и в списке 1770 года. Вероятно, её остатки полностью исчезли (или были снесены) только после 1849 года. С той поры эта территория использовалась только в сельскохозяйственных целях.

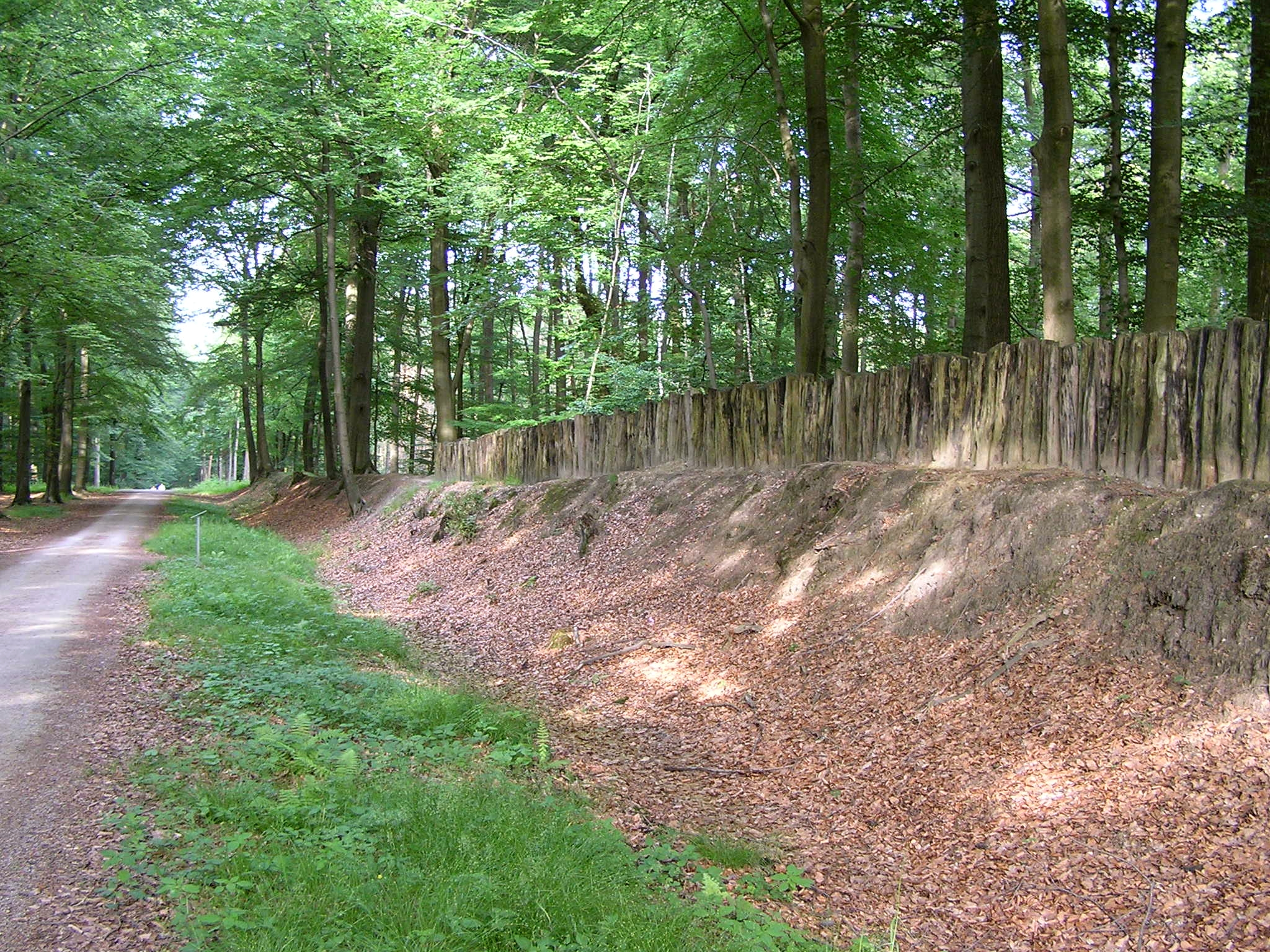
Старинная деревянная стена вокруг Тиргартена

В 1653 году Александр II Феленский приказал построить к западу от замка «Тиргартен». Это был одновременно зверинец с экзотическими животными и охотничий парк. При создании Тиргартена территорию площадью около 100 гектаров обнесли деревянной стеной с частоколом (палисадом) протяжённостью около пяти километров. В охотничьем парке содержались дикие животные: кабаны, косули и благородные олени. На них владельцы замка периодически устраивали охоту. Содержались в Тиргартене и экзотические животные. Например, самые ранние свидетельства о наличии ланей в земле Северный Рейн-Вестфалия датируются 1664 годом. Речь идёт о Тиргартене именно в Расфельде. В 1670 году принц Иоганн Мориц фон Нассау-Зиген подарил Александру II «беременную американскую буйволицу, поскольку Ваша светлость большой любитель иностранных животных и лучших из них», «чтобы Ваш зоопарк мог быть украшен и расширен».

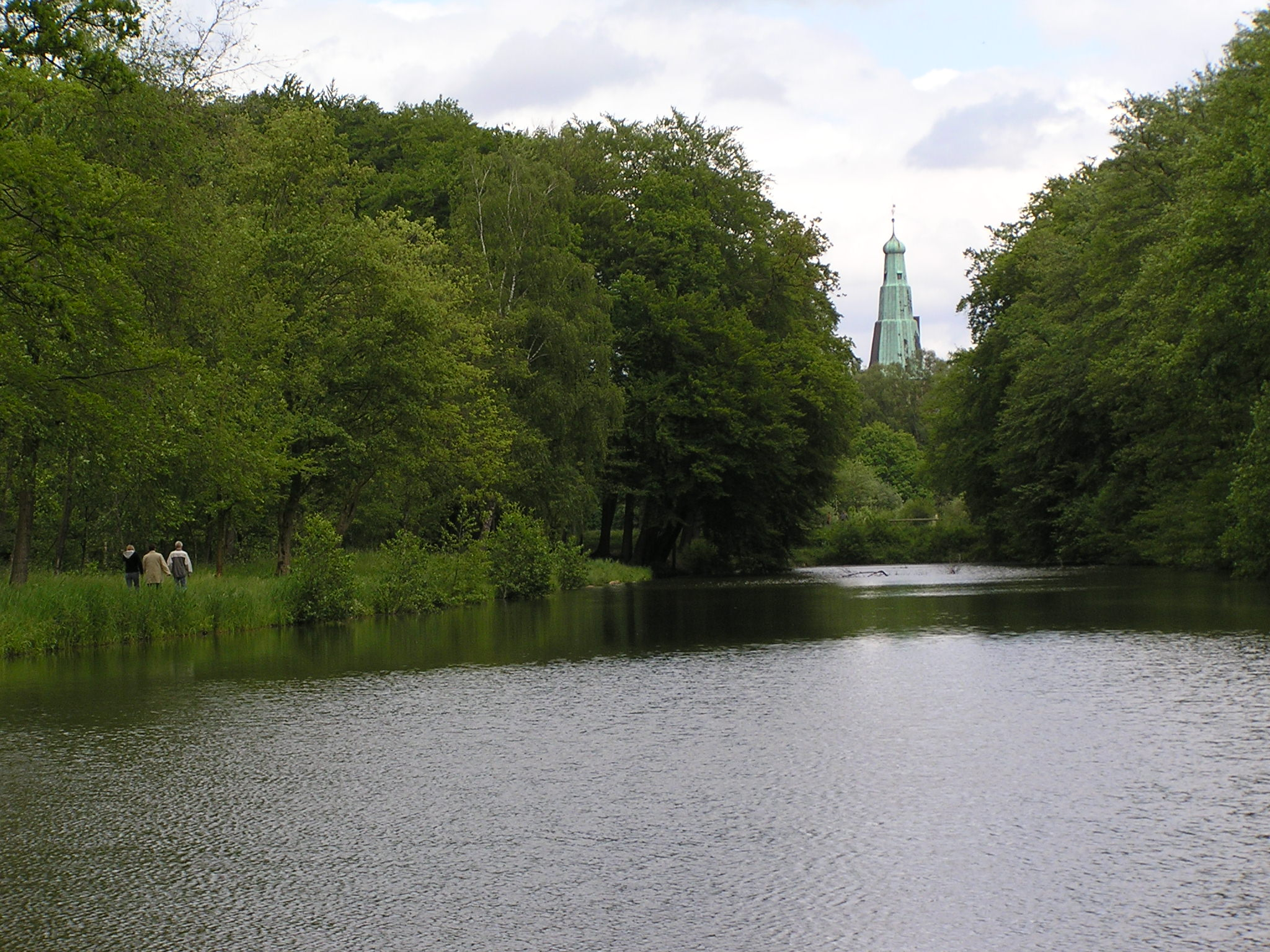
Длинный пруд с видом на главную башню

Замковый парк в стиле ренессанс нашёл свое отражение в естественном чередовании типичных для региона элементах ландшафта. Это, например, такие компоненты, как смешанные буковые леса, смешанные хвойные леса и изолированные ольховые рощи с добавлением пастбищ и небольших лугов. Ручьи и пруды тянулись органической лентой от замка с востоке в сторону юго-запада. Этот просторный и ухоженный природный парк, являющийся помимо проечего, также служил демонстрацией богатства и влияния владельца замка.
После смерти Александра II его сын Фердинанд Готфрид фон Фелен продолжил работы по расширению и украшению сада. В итоге появились фонтан с четырьмя дельфинами, построенный в 1681 году и, вероятно, фонтан, возведенный на острове Вайнберг. Однако в отличие от большинства дворцовых садов эпохи Возрождения, замковый парк позднее не подвергся существенной перестройке в соответствии с более современными формами (такими как барочный парк или английский ландшафтный парк). Самым значительным нововведением XVIII века стало создание искусственного Длинного пруда, с которого открывается вид на замок, а также осушение небольших прудов, имевшихся на юго-западе.
слева|мини|Лесная идиллия у Длинного пруда в замковом парке Расфельд
Поскольку дворцово-замковый комлекс долгое время находился в запустении, парк и Тиргартен также пришли в упадок и в некоторых местах превратились в непроходимые заросли. При этом сохранилось примерно две трети от прежнего земляного вала. Правда, на кадастровой карте 1824 года частокол отсутствует, так что с тех пор территория явно утратила функцию охотничьего пространства. Заросшее пространство использовалась только в лесохозяйственных целях.

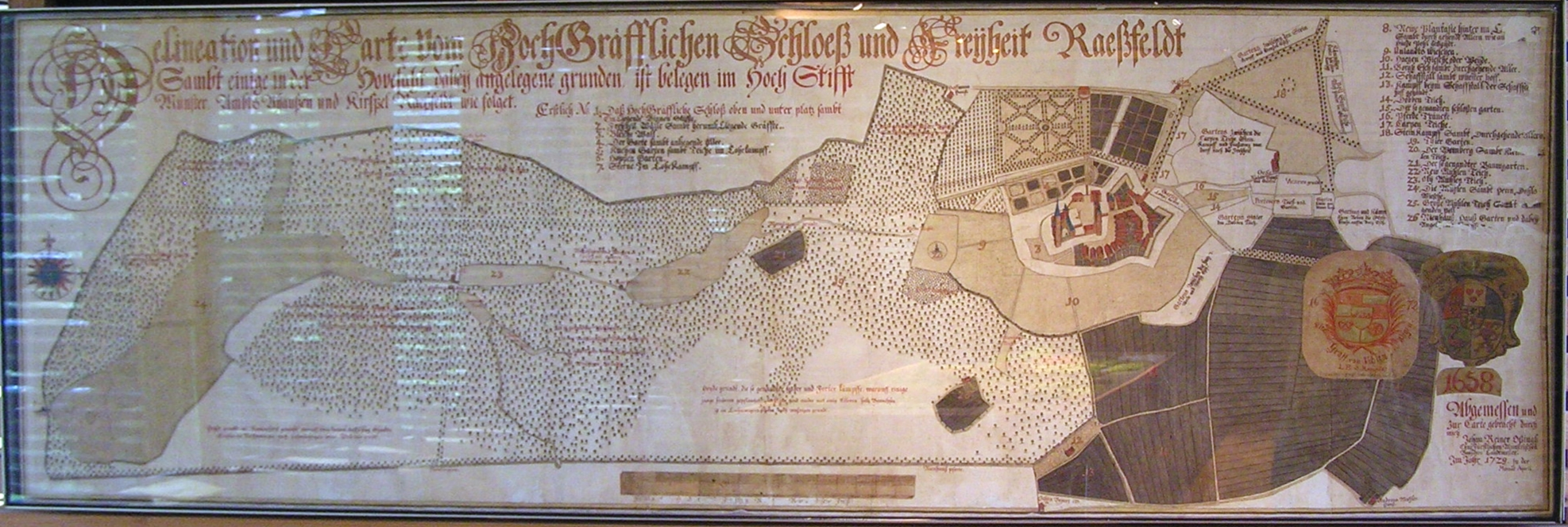
Карта дворца и Тиргартена. Юхан Райнер Оссинг, 1729 год

В начале 1990-х годов случайно обнаружилась карта, которую в 1729 году составил Юхан Райнер Оссинг. При её внимательном изучении специалисты Вестфальского управления по охране памятников пришли к выводу, что зоопарк Расфельда является одним из старейших сохранившихся подобных объектов садов эпохи Возрождения на территории Германии. Однако идея возрождения Тиргартена в первоначальном некоторое время считалась невыполнимой, утопической фантазией. Тем не менее к началу XXI века власти приняли решение о воссоздании Тиргартена. Проект окончательно реализовали в рамках программы Regionale 2004: «Слева и справа от Эмса». Чуть раньше, в 2003 году, было создано некоммерческое объединение Tiergarten Schloss Raesfeld. Для этого пришлось заключить отдельное соглашение с владельцем территории, графом Дитрихом фон Ландсберг-Феленом, о 25-летней аренде земельных угодий бывшего Тиргартена.

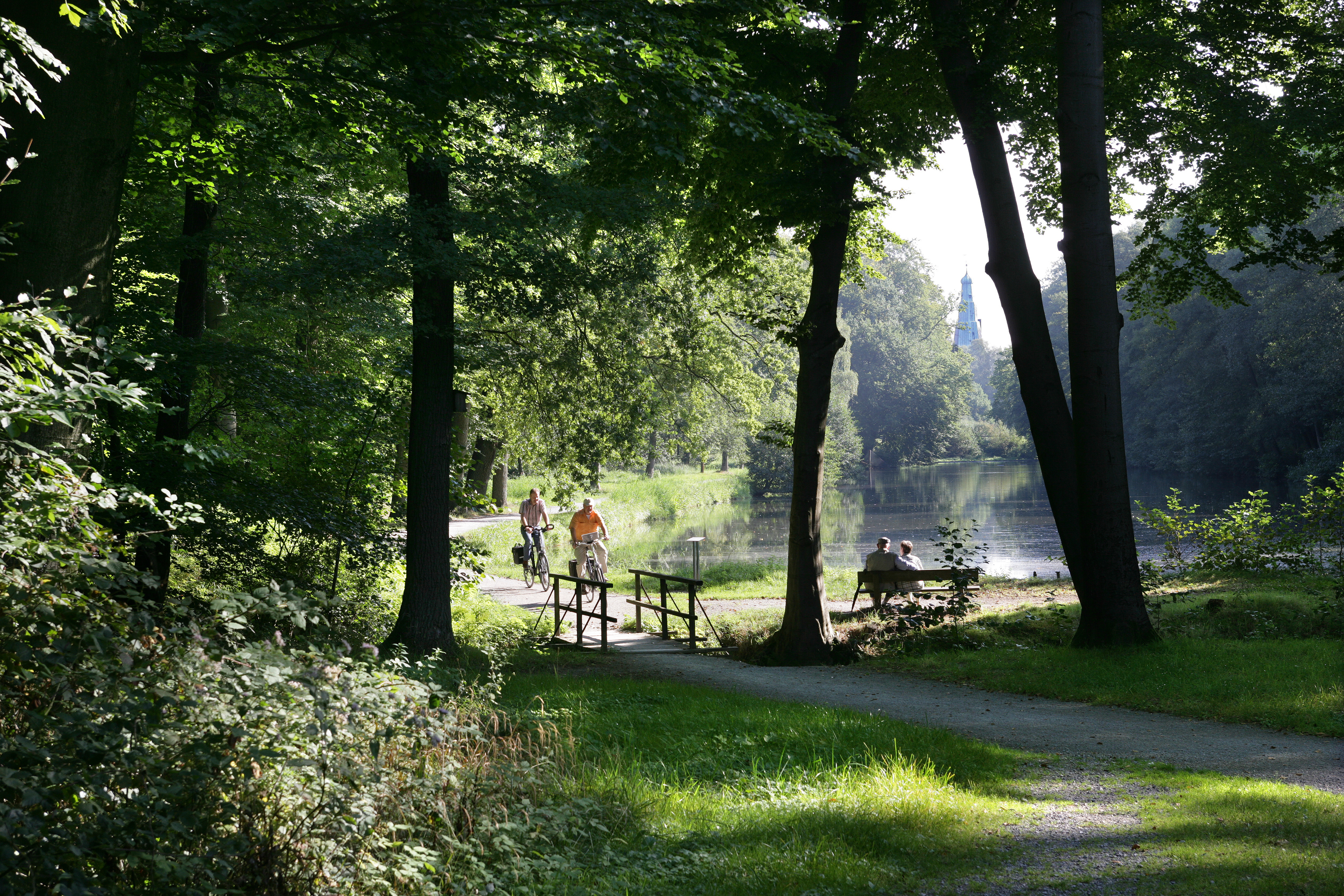
Современный вид Тиргартена

Тиргартен перепроектировали в соответствии с рамочной концепцией известного ландшафтного архитектора Герда Ауфмколька. По его словам, речь шла «не о реконструкции в смысле сохранения памятника», а скорее о том, чтобы «сделать видимыми основные намерения ренессансного мира мысли». В итоге появился плодовый сад с десятками яблоневых, грушевых, сливовых и вишнёвых деревьев, а также вересковая зона и заливные луга. Некоторые лесные участки были проредили, часть деревьев вырубили, чтобы создать больше открытых пространств. Они служат пастбищами для реинтродуцированных косуль, благородных оленей и ланей. Эти животные могут свободно перемещаться по территории площадью 130 гектаров, окруженной современным ограждением.
Тиргартен открыт для публики в любое время года и служит местной популярной зоной отдыха. Для удобства посетителей проложены кольцевые и диагональные тропы. Например, Экологическая тропа знакомит с природой и культурой, а также с артезианским источником Вельброкбах, прудами и руинами мельницы начала XVIII века.

### Информационно-туристический центр при Тиргартене

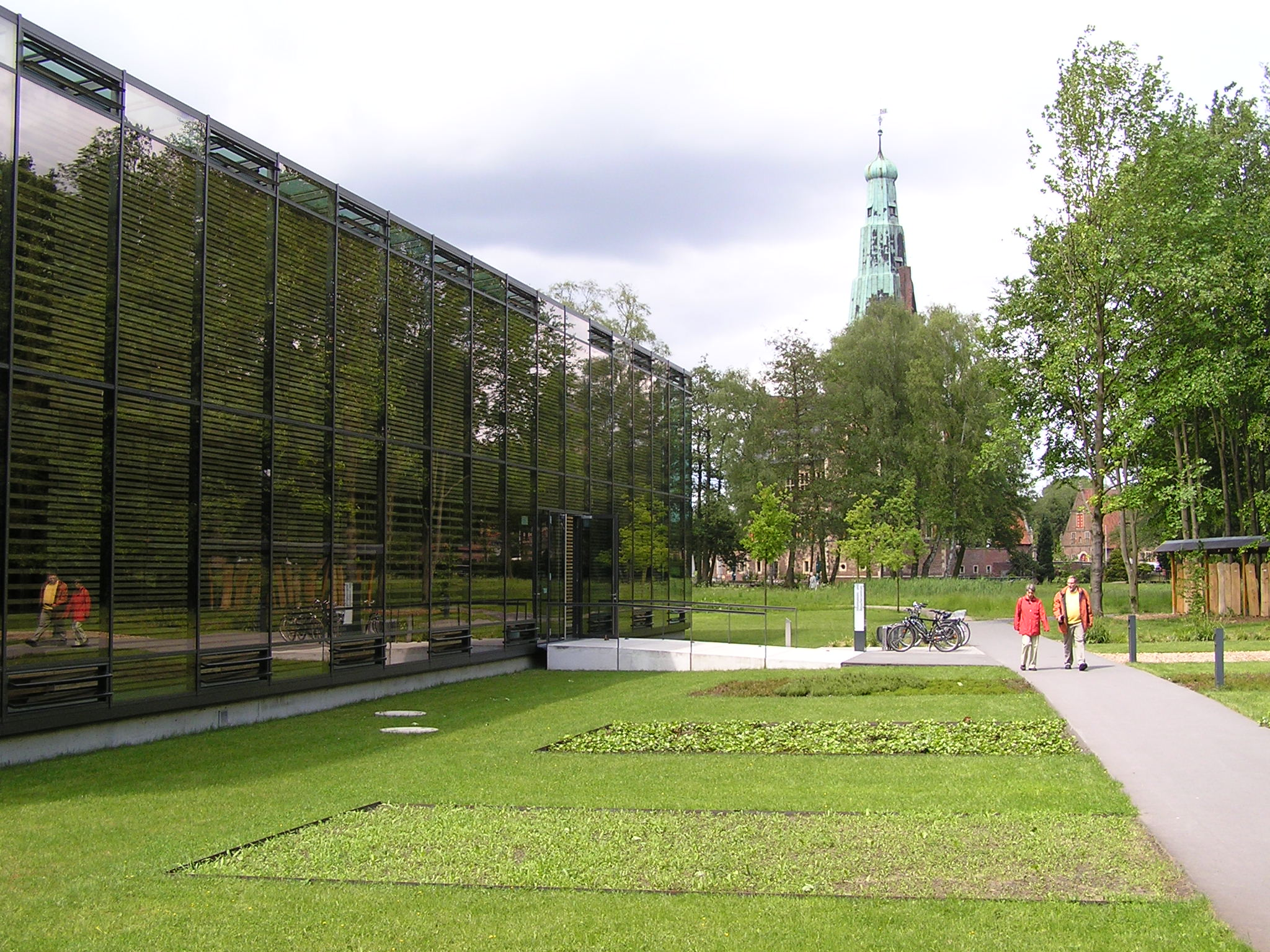
Информационно-туристический центр Тиргартена

Информационно-туристический центр Тиргартена при замке Расфельд открылся весной 2005 года. Современное здание, спроектированное архитектурным бюро Farwick + Grote из Ахауса, характеризуется деревянной конструкцией, заключенной в стеклянный фасад. В фойе центра посетители получают информацию о туристических предложениях в Расфельде и регионе. В частности можно узнать подробности о живописном природном парке «Хоэ-Марк» в Вестмюнстерланде.
На верхнем этаже находится постоянная выставка, посвященная естественной и культурной истории. Экспозиция называется «Облик культурного ландшафта эпохи Возрождения — Тиргартен Расфельд». Стенды рассказывают об истории комплекса и парка, а также проводится их сравнение с другими объектами. Кроме того, представлены документы, модели, карты и компоненты. Среди прочего, в оригинальном виде экспонируются объединённый герб Александра II фон Фелена и его супруги Александрины, ранее висевший над воротами, ведущими в форбург, а также отреставрированная карта Оссинга 1729 года, которая способствовала возрождению Тиргартена эпохи Возрождения. Ярким экспонатом является миниатюрная модель Тиргартена из живых растений, созданная по образцу японского садового искусства (банасай). Дополнительные интерактивные информационные элементы помогают понять историю парка в контекст защиты историко-культурных ландшафтов.
В природоведческой мастерской на первом этаже проводятся практические семинары по охране природы и экологии для самых разных возрастных групп. В соседнем помещении располагается Форум Расфельда по устойчивому региональному развитию. Здесь проводятся лекции, конференции и семинары по таким темам, как охрана окружающей среды, сельское хозяйство и лесное хозяйство.

## Современное использование
В настоящее время в замке располагается центр непрерывного образования и обучения Палаты ремёсел. Также Расфельд используется для проведения культурных мероприятий. Помещения замка могут сдаваться в аренду частным лицам для организации семинаров или важных встреч. В одном из зданий действует ресторан. С 2007 года в замке проводятся свадебные церемонии и другие торжества.
Рыцарский зал используется под выставочное пространство. Здесь регулярно проходят концерты и мероприятия в области литературы. 

## В массовой культуре
Замок и его интерьеры не раз использовались при съёмках художественных фильмов. В частности Аренсбург можно увидеть в следующих картинах:
- «Зелёный лучник[нем.]».
- «Странная графиня[нем.]».
- «Мёртвые глаза Лондона[нем.]».
- «Храбрый портняжка[нем.]».
- Детский радиоспектакль «Шубиду... эх»' Питера Ризенбурга и Ханса-Иоахима Хервальда рассказывает о призраке, живущем в замке Аренсбург.

## Галерея

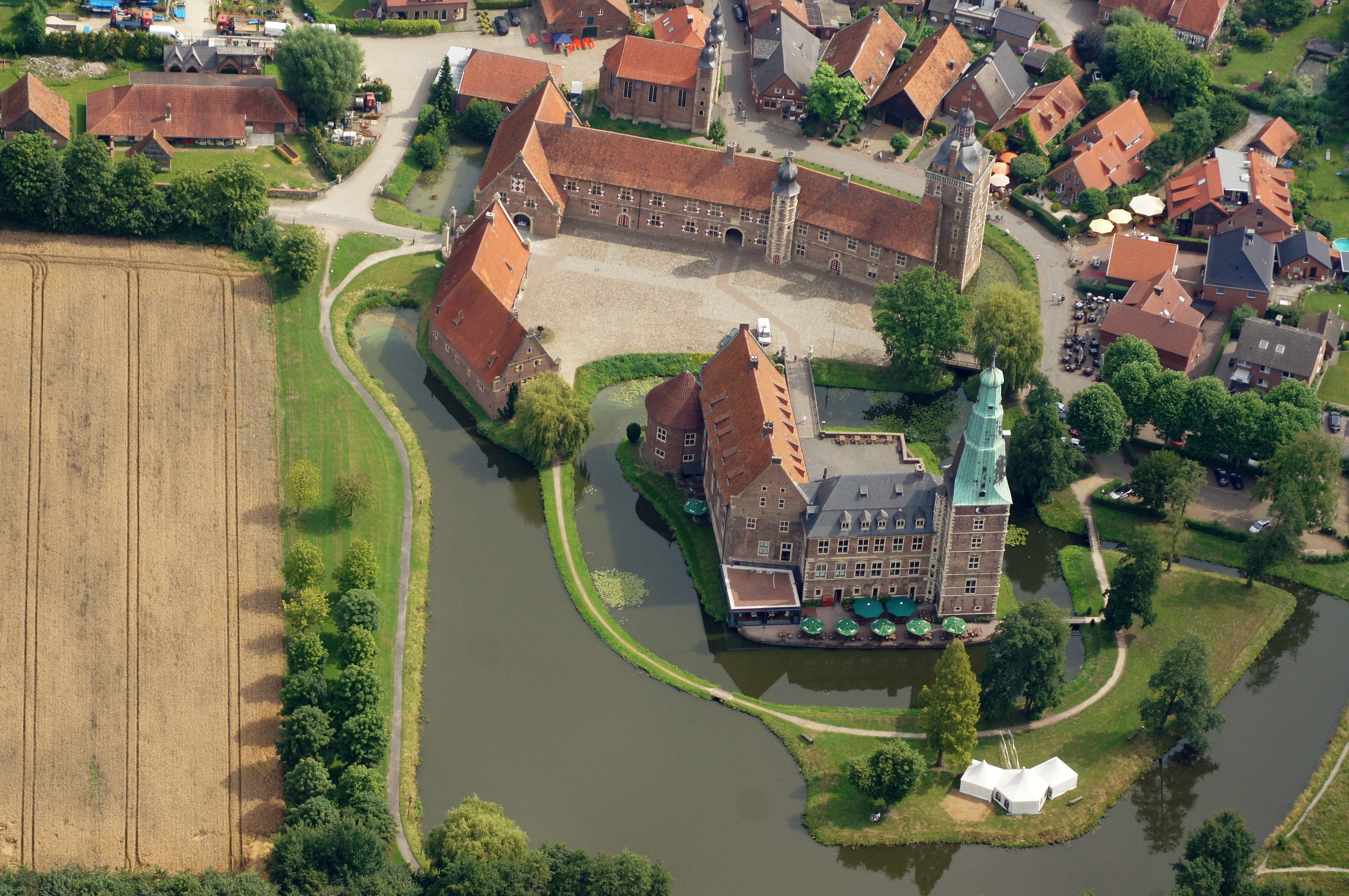
Вид замка с высоты птичьего полёта
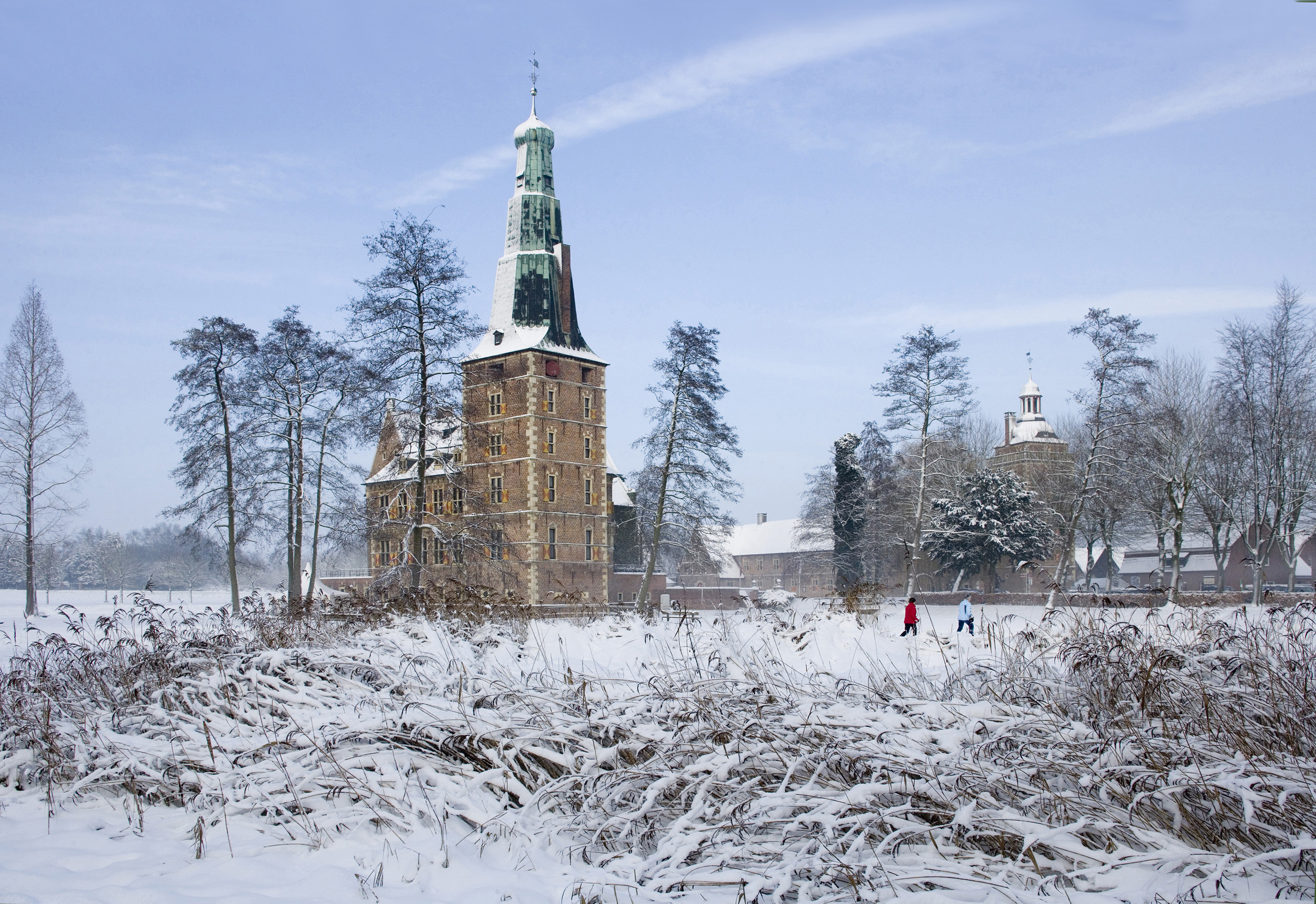
Вид замка в зимнее время
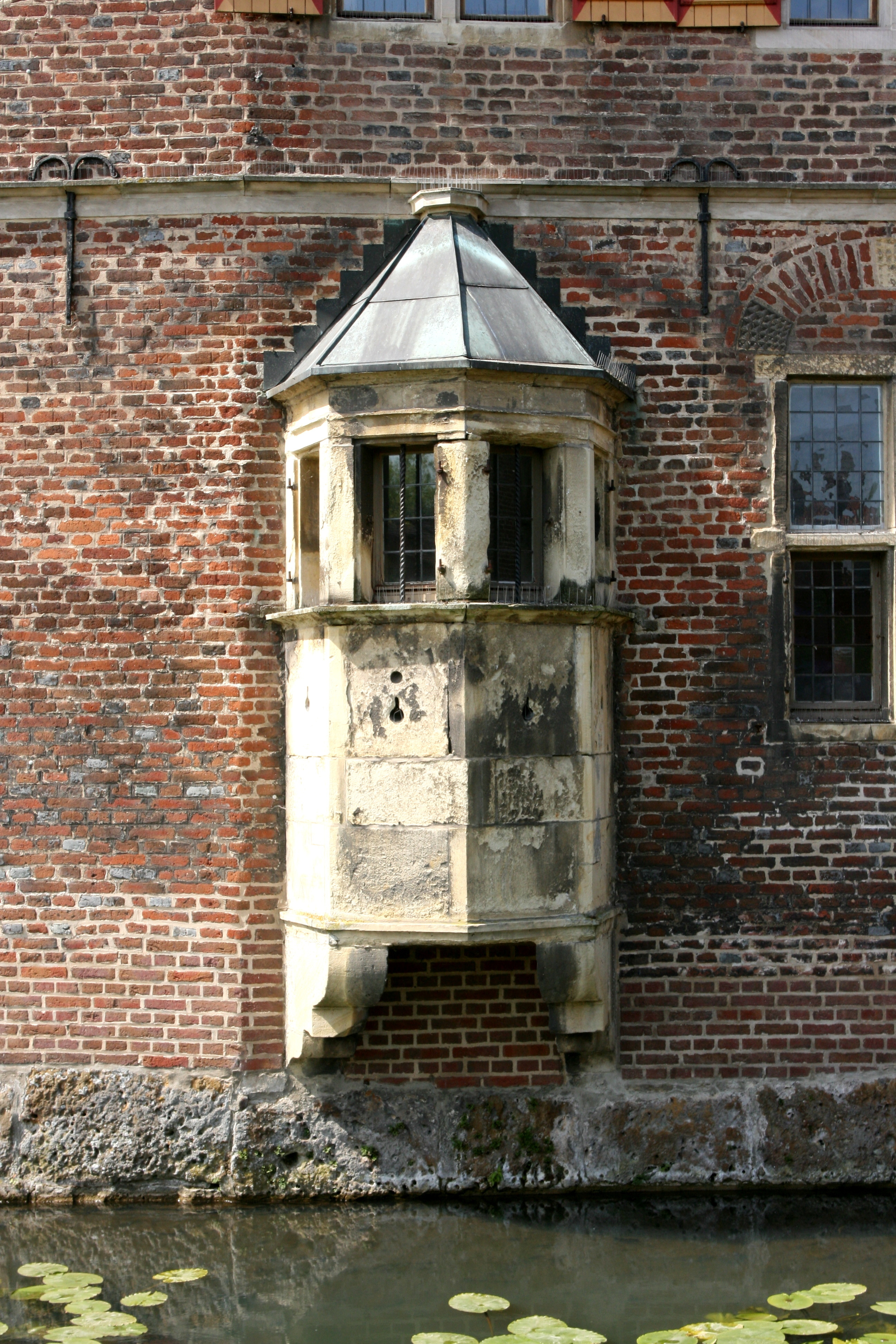
Один из эркеров замка
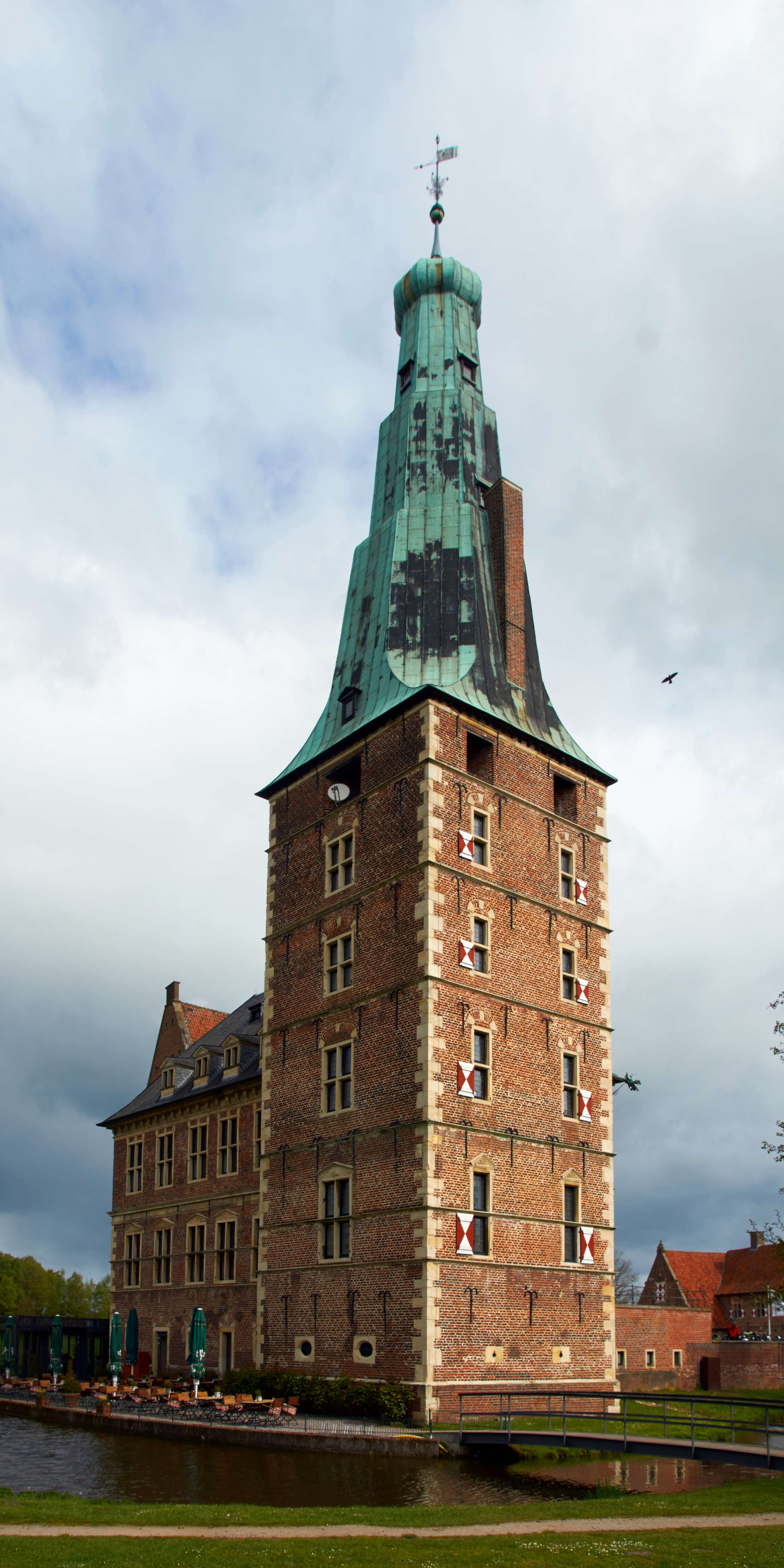
Башня Астролога
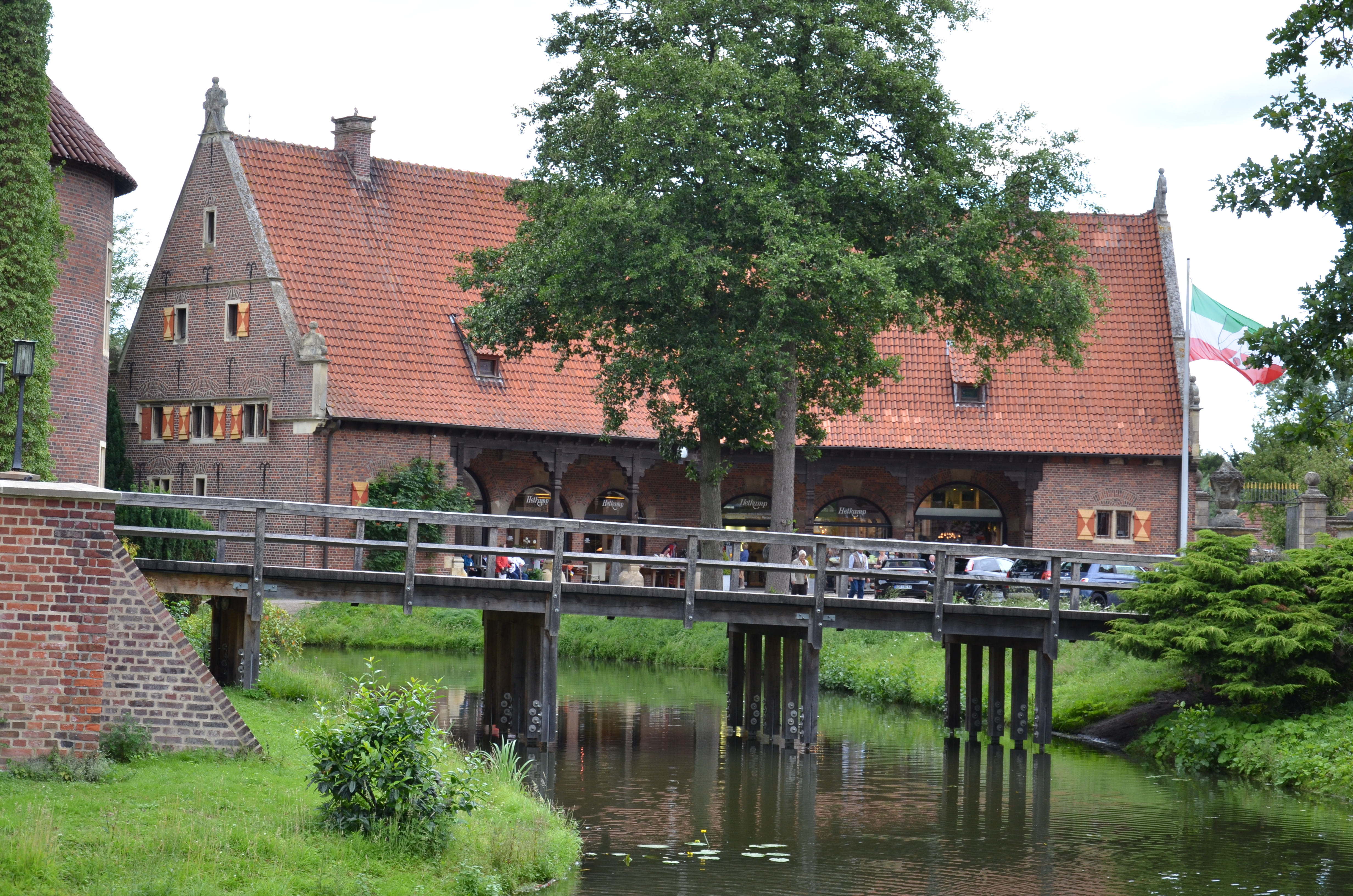
Мост, ведущий в форбург